# Liste der Kulturdenkmale in Malschwitz

Wappen

In der Liste der Kulturdenkmale in Malschwitz sind die Kulturdenkmale der sächsischen Gemeinde Malschwitz verzeichnet, die bis September 2024 vom Landesamt für Denkmalpflege Sachsen erfasst wurden (ohne archäologische Kulturdenkmale). Die Anmerkungen sind zu beachten.
Diese Liste ist eine Teilliste der Liste der Kulturdenkmale im Landkreis Bautzen.

## Malschwitz
| Bild                                    | Bezeichnung | Lage                               | Datierung | Beschreibung | ID       |
| --------------------------------------- | --- | ---------------------------------- | --- | --- | -------- |
| Direkt Bild zu diesem Denkmal hochladen | Wohnstallhaus (ohne Anbau) und Zaunsäulen der originalen Einfriedung | Am Storchennest 2 (Karte)          | Um 1850 | Baugeschichtlich von Bedeutung, Fachwerk-Obergeschoss giebelseitig verbrettert bzw. frei liegendes Fachwerk, einseitig Krüppelwalmdach, einseitig Satteldach, mit Vorhäuschen, Lehmausfachung, originale Fenster und -größen | 09252157 |
|                                         | Kleines Schloss; Ehemaliges Wasserschloss (Nr. 1b – heute Wohnhaus), zum Eingang führende Bogenbrücke, dahinter liegendes Wirtschaftsgebäude und ehemalige Brennerei (Nr. 1) mit Esse | Dorfplatz 1, 1b (Karte)            | 1. Viertel 17. Jahrhundert (Herrenhaus); nach Brand 1929 (Herrenhaus); um 1880 (Wirtschaftsgebäude und Brennerei) | Wasserschloss breit gelagerter Putzbau mit Mansardwalmdach, baugeschichtlich und ortsgeschichtlich von Bedeutung. Wohnhaus mit Mansarddach, bis Sockel heruntergebrannt, Keller mit Tonnengewölbe, dicke Wände, dann überbaut. Wirtschaftsgebäude mit altem gotischen Türgewände, sehr dicke Stützmauern. Kleines Schloss Malschwitz, heute Wohnungen (Dorfplatz 2). Schlichter Putzbau mit Mansardkrüppelwalmdach, nach einem Brand 1929 auf mittelalterlichen Resten einer Wasserburg errichtet. Langgestreckte Freitreppe über eine kleine Bogenbrücke, offene Vorhalle. Verschiedene Wirtschaftsgebäude sowie ehemalige Brennerei mit Esse.                                                                              | 09252144 |
|                                         | Wohnhaus und Seitengebäude eines Zweiseithofes mit Hofpflasterung | Dorfplatz 10 (Karte)               | Um 1820 | Wohnhaus Obergeschoss Fachwerk verputzt, baugeschichtlich und wirtschaftsgeschichtlich von Bedeutung, Erdgeschoss (r.) Mauer verdickt, originale Fenster und -gewände, giebelseitig verschiefert, Satteldach, Schablonenschiefer (Raute) | 09252149 |
|                                         | Häuslerhaus | Dorfplatz 15 (Karte)               | Um 1790 | Eingeschossiger Putzbau mit Satteldach, sozialgeschichtlich von Bedeutung, eingeschossig, langgezogener Baukörper, Erdgeschoss ca. 1,60 m hoch, kleine Fenster (sechssprossig/ca. 50 cm), Satteldach, einfache Biberschwanzdeckung, Fledermausgaupe | 09252153 |
| Weitere Bilder                          | Schloss mit straßenseitiger und nordöstlich gelegener Einfriedungsmauer (Niederhof)                                                                                                   | Dorfplatz 26 (Karte)               | Um 1800 | Heute Verwaltungsgebäude, breit gelagerter Putzbau mit mächtigem Mansardwalmdach, baugeschichtlich und ortsgeschichtlich von Bedeutung, zweigeschossig, mit Turm, Mansarddach, Fledermausgaupen, Giebelhäuschen, innen mit Rundbogen, Kreuzgratgewölbe, Stuckdecken, Keller mit Tonnengewölbe, Einfriedung: Bruchsteinmauer, Renovierung 1991/93, Teile der originalen Einfriedungsmauern in östliche Richtung zum Teich hin. Schloss (Niederhof), heute Gemeindeverwaltung, Sparkasse (Dorfplatz). Stattliches Barockgebäude, um 1800, Restaurierung 1991–93. Korbbogenportal mit überhöhtem Rundbogenprofil und Freitreppe, Mansardwalmdach mit Fledermausgaupen. Die Eingangshalle mit Korbbögen und Pilastern gestaltet. | 09252151 |
|                                         | Kirchschule | Dorfplatz 27 (Karte)               | Mitte 19. Jahrhundert                                                                                             | Heute Wohnhaus, baugeschichtlich und ortsgeschichtlich von Bedeutung, symmetrischer Baukörper, mit breitem Granitportal, Krüppelwalmdach, Dachpfannen, sechssprossige Fenster mit Winterfenstern, Granitgewände, Inschriftentafel: „Lasset die Kindlein...“ | 09252141 |
|                                         | Pfarrhaus und Gemeindehaus eines Pfarrhofes, mit Pfarrgarten und Einfriedungsmauer | Dorfplatz 32 (Karte)               | 1930 | Putzbauten mit Krüppelwalmdach, baugeschichtlich und ortsgeschichtlich von Bedeutung, beide mit Krüppelwalmdach und Ochsenauge | 09252143 |
| Weitere Bilder                          | Evangelische Pfarrkirche Malschwitz mit Einfriedungsmauer | Dorfplatz 33 (Karte)               | 1716 | Saalkirche mit einer Empore, Putzbau mit dreiseitigem Chorschluss, Rundbogenfenstern und Satteldach, baugeschichtlich und ortsgeschichtlich von Bedeutung, seitlich Herrschaftslogen, Chor etwas höher gelegt als Langhaus, seitlich Sakristeianbauten, nördlich mit Kreuzgewölben, Kanzelaltar (zurzeit renoviert), reiches Schnitzwerk, Eule-Orgel (1894), drei Glasleuchter. | 09252142 |
| Weitere Bilder                          | Friedhof Malschwitz (Sachgesamtheit); Einfriedungsmauer mit Torbogen des Friedhofes Malschwitz                                                                                        | Guttauer Landstraße (Karte)        | Bezeichnet mit 1788                                                                                               | Ortsgeschichtlich und straßenbildprägend von Bedeutung | 09252369 |
| Direkt Bild zu diesem Denkmal hochladen | Wohnstallhaus | Guttauer Landstraße 23 (Karte)     | Ende 19. Jahrhundert                                                                                              | Eingeschossig, mit Drempel, vermutlich Fachwerk unter verkleidetem Giebel, sozialgeschichtlich von Bedeutung, Erdgeschoss sehr niedrig (ca. 1,70 m, vermutlich Fachwerk unter Blechverkleidung), originale Fenster und -größen | 09252147 |
| Direkt Bild zu diesem Denkmal hochladen | Wohnhaus | Kleinbautzener Straße 1 (Karte)    | Um 1890/1900 | Putzbau mit Mittelrisalit, baugeschichtlich von Bedeutung, mit quadratischem Grundriss, Betonung durch Mittelrisalit sowie Giebel und Giebelhäuschen, Fenstergewände in Renaissanceformen (Gesamtgestaltung), Mansarddach mit schmiedeeisernen Abschlüssen, seitlich Veranda und Eingang | 09252158 |
| Weitere Bilder                          | Obermühle; Mühlenwohnhaus einer Wassermühle mit hölzernem Übergang, Wasserrad und Mühlgraben                                                                                          | Kleinmalschwitzer Straße 7 (Karte) | Bezeichnet mit 1879                                                                                               | Putzbau mit Gliederung und Satteldach, hinter dem Gebäude der hölzerne Übergang und unterschlächtiges Wasserrad, baugeschichtlich, ortsgeschichtlich und technikgeschichtlich von Bedeutung, zweigeschossig, Eckquaderung, Lisenengliederung, hölzerner Überbau über Mühlbach, originaler Putz, Bruchsteinmauerwerk, Satteldach mit einfacher Biberschwanzdeckung (gegenüber von Mühlteich), hinterer Anbau Abbruch | 09252140 |
|                                         | Wohnhaus | Salgaer Straße 11 (Karte)          | Mitte 19. Jahrhundert                                                                                             | Obergeschoss Fachwerk verkleidet, baugeschichtlich von Bedeutung, Krüppelwalmdach, einfache Biberschwanzdeckung, giebelseitig verbrettert, Obergeschoss mit Blech verschalt, Fledermausgaupe, originale Fenstergrößen | 09252156 |
| Direkt Bild zu diesem Denkmal hochladen | Niedermühle; Wohnhaus mit Mühlentrakt | Zur Niedermühle 1 (Karte)          | 1802 | Obergeschoss Fachwerk, Granitportal, Krüppelwalmdach mit Fledermausgaupen, baugeschichtlich technikgeschichtlich von Bedeutung, Biberschwanzdeckung, Erdgeschoss Haustein, stand bis 2011 irrtümlich unter Niedermühle 1 in der Denkmalliste | 09250006 |

## Baruth
| Bild                                    | Bezeichnung | Lage                                                     | Datierung | Beschreibung | ID       |
| --------------------------------------- | --- | -------------------------------------------------------- | --- | --- | -------- |
|                                         | Sächsisch-Preußischer Grenzstein: Pilarpaar Nr. 67 sowie 15 Läufersteine | (Flurstück 493/2) (Karte)                                | Nach 1828 | Siehe auch Sachgesamtheitsdokument – Obj. 09305644; vermessungsgeschichtlich und landesgeschichtlich von Bedeutung als Zeitdokument der historischen Grenzziehung zwischen Sachsen und Preußen nach dem Wiener Kongress 1815. | 09305568 |
| Direkt Bild zu diesem Denkmal hochladen | Wohnhaus | Am Dorfteich 4 (Karte)                                   | Bezeichnet mit 1901                                                                                          | Schlichter Putzbau mit einfacher Putzgliederung, baugeschichtlich von Bedeutung, Putzgliederung | 09252059 |
| Direkt Bild zu diesem Denkmal hochladen | Wohnstallhaus mit Oberlaube | Am Dorfteich 5 (Karte)                                   | 1. Hälfte 19. Jahrhundert                                                                                    | Obergeschoss Fachwerk verputzt, baugeschichtlich von Bedeutung, verschiefert (auch am Giebel) | 09252060 |
| Weitere Bilder                          | Rittergut und Gutspark Baruth (Sachgesamtheit) | Am Markt 1 (Am Park 1; Am Park 3; Am Park 5, 6) (Karte)  | 19. Jahrhundert (Erbauung), 20. Jahrhundert (Umbau)                                                          | Sachgesamtheit Rittergut und Gutspark Baruth mit folgenden Einzeldenkmalen: ehemaliges Torhaus (Flurstück 143) und sogenanntes Weißes Tor (Flurstück 141) als Teil der Einfriedung und Einfriedungsmauer (Am Markt 1, siehe Obj. 09303091), Gärtnerwohnhaus mit angebauter Orangerie und nördlicher Einfriedungsmauer (Am Park 1, Flurstück 137/1, siehe Obj. 09251365), Schulgebäude (Am Park 3, Flurstück 141, siehe Obj. 09251147) sogenannte Remise, Fasaneriegebäude und Eiskeller sowie Steindeckerbrücke im Park (Am Park 5 und 6, Flurstück 144, siehe Obj. 09252041), Schlosspark mit Wassergraben, Fasaneriegelände und Lindenallee (Gartendenkmale) sowie das Gelände der Gärtnerei als Sachgesamtheitsteil; baugeschichtlich, ortsgeschichtlich und landschaftsgestaltend von Bedeutung. Gebäude stand bis 2001 fälschlicherweise unter „Am Park 5/6“ in Denkmalliste (bzw. Weißes Tor unter „Am Park“, ohne Hausnummerangabe). Lindenallee durch den Park bis zur Einmündung in die Straße „An der Steindeckerbrücke“, über Gemarkung Baruth und Rackel verlaufend. | 09252042 |
| Weitere Bilder                          | Ehemaliges Torhaus und sogenanntes Weißes Tor als Teil der Einfriedung und Einfriedungsmauer (Einzeldenkmal zu ID-Nr. 09252042) | Am Markt 1 (Karte)                                       | 19. Jahrhundert                                                                                              | Einzeldenkmale der Sachgesamtheit Rittergut Baruth; baugeschichtlich und ortsgeschichtlich von Bedeutung. - Verwalterhaus (Beschreibung von 1994): einetagiger Baukörper, Mansarddach mit doppelter Biberschwanzdeckung, Mittebetonung durch Dreiecksgiebel, Fledermausgaupen - Weißes Tor am Eingang des Schlossparks: Putzquaderung, Bekrönung durch vier Blumenemphoren - Einfriedung: Bruchsteinmauer | 09303091 |
|                                         | Gärtnerwohnhaus mit angebauter Orangerie und nördlicher Einfriedungsmauer (Einzeldenkmal zu ID-Nr. 09252042) | Am Park 1 (Karte)                                        | 1930er Jahre (im Kern älter)                                                                                 | Einzeldenkmal der Sachgesamtheit Rittergut Baruth; baugeschichtlich und ortsgeschichtlich von Bedeutung | 09251365 |
| Weitere Bilder                          | Schulgebäude (Einzeldenkmal zu ID-Nr. 09252042) | Am Park 3 (Karte)                                        | 1950er Jahre                                                                                                 | Einzeldenkmal der Sachgesamtheit Rittergut Baruth; authentisches Zeugnis der zeit- und nationaltypischen Bauweise, baugeschichtliche Bedeutung, zweigeschossiger massiver Putzbau mit flachem Walmdach, gesprosste Kastenfenster, Ornamente | 09251147 |
| Direkt Bild zu diesem Denkmal hochladen | Sogenannte Remise, Fasaneriegebäude und Eiskeller sowie Steindeckerbrücke im Park (Einzeldenkmal zu ID-Nr. 09252042) | Am Park 5, 6 (Karte)                                     | 19. Jahrhundert                                                                                              | Einzeldenkmal der Sachgesamtheit Rittergut Baruth; baugeschichtlich und ortsgeschichtlich von Bedeutung | 09252041 |
| Direkt Bild zu diesem Denkmal hochladen | Steindeckerbrücke | bei Am Park 7 (vom Markt in Richtung Vogelmühle) (Karte) | 19. Jahrhundert                                                                                              | Granodiorit, baugeschichtlich von Bedeutung | 09252062 |
|                                         | Wasserturm mit Wetterfahne | Am Wasserturm 8 (Karte)                                  | 1926 | Achteckiger Putzbau über Natursteinsockel mit Zeltdach, baugeschichtlich, ortsgeschichtlich und versorgungsgeschichtlich von Bedeutung, achteckiger Grundriss, ungleichmäßiger Natursteinsockel, Fenster und Türen spitzbogig, Pumpe und Leitung vorhanden, Technik entfernt. Der für die Wasserversorgung der Ortschaft Baruth 1926 errichtete, achteckige Turm ist gekennzeichnet durch seinen hohen Sockel aus Granitnatursteinmauerwerk, welcher unregelmäßig in den gemauerten, verputzten Turmschaft übergeht. Über einen spitzbogigen Eingang an der Südseite erfolgt die Erschließung. Zwei mittig angeordnete Gurtgesimse gliedern den sich nach oben verjüngenden Baukörper und trennen die beiden Geschosse voneinander. Oberhalb des zweiten Turmgeschosses kragt das Behältergeschoss in mehreren scharfkantigen Abtreppungen bis auf das untere Maß der Grundfläche des Turmes aus, was dem Äußeren des Wasserturmes eine grafische Wirkung verleiht. Große Spitzbogenfenster, die auf Behälterebene teilweise als Blindfenster ausgeführt sind, belichten das Turminnere. Den oberen Abschluss bildet ein Zeltdach mit Turmspitze, -knauf und Wetterfahne (2004 erneuert). Der Baruther Wasserturm diente bis 1991 der Trinkwasserversorgung des Ortes. Als Zeugnis für die Entwicklung der kommunalen Wasserversorgung Anfang des 20. Jahrhunderts ist der Wasserturm versorgungsgeschichtlich und ortsgeschichtlich wertvoll. Seine architektonisch ausgewogene, reduzierte Formensprache im Stil der 1920er Jahre verleiht ihm gleichzeitig baugeschichtliche Bedeutung. | 09252056 |
| Direkt Bild zu diesem Denkmal hochladen | Westliche Getreidescheune einschließlich technischer Ausstattung, östliches Stallgebäude, zwei Eingangspfeiler und Einfriedungsmauer im Westen der Anlage am Weg nach Baruth sowie ein Pfeiler am östlichen Ausgang beim Inspektorenhaus (Vorwerk Baruth)          | Cortnitzer Straße 5 (bei), 6, 9 (bei), 11 (Karte)        | 1. Hälfte 19. Jahrhundert (Stall); 19. Jahrhundert (Vorwerk, Toreinfahrt, Einfriedung und westliche Scheune) | Weitgehend authentisch erhaltenen Gebäude des ehemaligen Vorwerks Baruth mit baugeschichtlicher, wirtschaftsgeschichtlicher und ortsbildprägender Bedeutung | 09306778 |
| Weitere Bilder                          | Pfarrhaus (Nr. 3) und Nebengebäude mit kleinem Anbau (Nr. 4) | Dubrauker Straße 3, 4 (Karte)                            | 1749/1750 (Pfarrhaus); um 1800 (Nebengebäude)                                                                | Pfarrhaus breit gelagerter Putzbau mit steilem Walmdach und Fledermausgaupen, betonte Mitte durch Pilasterordnung, Nebengebäude Putzbau mit Krüppelwalmdach, Anbau vermutlich Backhaus, baugeschichtlich, ortsgeschichtlich und ortsbildprägend von Bedeutung. Zweigeschossig, mit steilem Walmdach, Fledermausgaupen, einfache Biberschwanzdeckung, Betonung der Mitte durch Pilasterordnung über zwei Geschosse, Lisenengliederung, rückseitig ebenso, originale Sprossenfenster und Fenstergewände, korbbogenförmige Granitportale (kleine ionische Ordnung), beidseitiger Aufgang, alte Türen und Beschläge, Kreuzgewölbe, mit Nebengebäude (Krüppelwalmdach, doppelte Biberschwanzdeckung). | 09252139 |
| Weitere Bilder                          | Evangelische Pfarrkirche Baruth mit Kirchhof, Denkmal für die Gefallenen des Ersten Weltkrieges als Türrahmung am Kirchenportal, vier Grabmale auf dem Kirchhof, Soldatengrabanlage für Gefallene des Zweiten Weltkrieges sowie Einfriedungsmauer mit Kirchhofstor | Dubrauker Straße 5 (Karte)                               | 1705 (Kirche); nach 1918 (Kriegerdenkmal)                                                                    | Kirche verputzter Bau mit Walmdach und Fledermausgaupen, an der Südseite Vorhalle, quadratischer Turm mit abgeschrägtem Zeltdach, baugeschichtlich und ortsgeschichtlich von Bedeutung, zweiemporig, Kanzelaltar, hölzerne Taufschale, Eule-Orgel. Grabmale auf dem Kirchhof: - Grabmal Christiane Schreiber 1809-?, Sandsteinkubus mit profilierter Abdeckplatte - Grabmal Heinrich Theodor Alfred Schreiber und Heinrich Adolf Schreiber, bezeichnet mit 1888, Bildhauer: Reinhard Schnauder, Architekt: Louis Voigt, Sarkophag mit Reliefs auf Steinsockel, daneben lebensgroßer Engel (Galvano-Plastik) - Grabmal Clemens Prinz zur Lippe-Weissenfeld (1860–1920) und Johanna Friederike Prinzessin zur Lippe-Weissenfeld (1878–1942), liegende Natursteinplatte mit Wappenstein an deren oberen Ende - Grabmal für einen Pastor, liegende Steinplatte mit angewitterter Inschrift die übrigen Grabmale ohne Denkmalwert (verwittert, Inschriften nicht mehr lesbar) | 09252138 |
|                                         | Alte Kirchschule (Nr. 7), Seitengebäude (Nr. 6) und Einfriedung | Dubrauker Straße 6, 7 (Karte)                            | Um 1780 | Kirchschule Obergeschoss Fachwerk, hohes Walmdach mit Fledermausgaupen, Seitengebäude eingeschossig, im Giebel Fachwerk, Krüppelwalmdach steiles Walmdach mit Gaupen | 09250273 |
| Weitere Bilder                          | Brecherwerk Baruth; Altwerk des Basaltwerks Baruth mit technischer Ausstattung | Dubrauker Straße 20 (Karte)                              | 1929/1930 | Technikgeschichtlich und ortsgeschichtlich von Bedeutung | 09251315 |
|                                         | Gasthof | Hauptstraße 12 (Karte)                                   | Um 1830 | Heute Wohnhaus, breit gelagerter Putzbau mit zehn zu vier Achsen und seitlichem Arkadengang, Mansardwalmdach, baugeschichtlich, ortsgeschichtlich und straßenbildprägend von Bedeutung, zweietagig, Mansarddach mit einfacher und doppelter Biberschwanzdeckung, Fledermausgaupen, symmetrische Fassadengestaltung, Granitfenstergewände, Arkadengänge | 09252044 |
|                                         | Revierförsterei; Forstamt | Hauptstraße 13 (Karte)                                   | Um 1800 | Revierförsterei, Obergeschoss Fachwerk verbrettert, Krüppelwalmdach, baugeschichtlich und ortsgeschichtlich von Bedeutung, Erdgeschoss verputzt, erstes Obergeschoss verbrettert, originale Fenster mit hölzernen Verzierungen, Mittelbetonung durch Eingangsbereich, originale Tür mit Oberlicht, Treppenaufgang, breiter Krüppelwalm | 09252045 |
| Direkt Bild zu diesem Denkmal hochladen | Wohnhaus (Umgebinde), Wohnstallhaus und Seitengebäude eines Dreiseithofes | Hauptstraße 16b (Karte)                                  | Um 1800/1820 (Bauernhaus); um 1790 (Auszugshaus)                                                             | Wohnhaus und Wohnstallhaus Obergeschoss Fachwerk, Satteldach, Scheune Fachwerkkonstruktion, baugeschichtlich und sozialgeschichtlich von Bedeutung. - Wohnhaus: Umgebinde rechts zwei Joche, Fachwerk mit Lehm ausgefacht, einfache Biberschwanzdeckung - Wohnstallhaus (um 1790/Ausgedingehaus): einfache Biberschwanzdeckung, Fachwerk mit Lehm ausgefacht - Stall: Fachwerk-Langständer, mit Lehm ausgefacht, doppelte Biberschwanzdeckung | 09252058 |
| Weitere Bilder                          | „Gasthof Sonne“ | Hauptstraße 23 (Karte)                                   | Um 1850 | Obergeschoss Fachwerk verputzt, Giebel Sichtfachwerk, baugeschichtlich und ortsgeschichtlich von Bedeutung, Giebelseiten, Obergeschoss und Giebel Fachwerk, Krüppelwalm mit Römerziegeln, Dachpfannen, Mittelbetonung durch Eingangstor mit rundbogigem Tor und Schlussstein, seitlicher Anbau | 09252047 |
| Direkt Bild zu diesem Denkmal hochladen | Wohnhaus eines Dreiseithofes | Hauptstraße 27 (Karte)                                   | Um 1750 | Barocker Putzbau mit Krüppelwalmdach und Fledermausgaupen, baugeschichtlich von Bedeutung, mit seitlichem Risalit vor Eingang (zugemauert), Krüppelwalmdach, einfache Biberschwanzdeckung, originaler Blitzableiter, Fenster zum Teil zugemauert, neue Fenster | 09252064 |
| Direkt Bild zu diesem Denkmal hochladen | Wohnstallhaus (Umgebinde) | In den Häuseln 16 (Karte)                                | Um 1800 | Obergeschoss Fachwerk, baugeschichtlich von Bedeutung (desolater Bauzustand). Unterschutzstellung auf Anregung des Landratsamtes Bautzen / Untere Denkmalschutzbehörde, vermutlich wird es hier auf Dokumentation des Objektes hinauslaufen. Anbau hofseitig schon zusammengefallen. Wohnteil mit originalen Türen, Fachwerkwänden, Dielung, Holzbalkendecke im Umgebindeteil, Krüppelwalmdach, originale Fenster im Obergeschoss, originale Eingangstür, Beispiel der Volksbauweise von dokumentarischem Zeugniswert. | 09303165 |
| Weitere Bilder                          | Vogelmühle; Wohnhaus und Mühlengebäude über winkligem Grundriss mit Wasserdurchfluss | Mühlweg 4 (Karte)                                        | Anfang/Mitte 19. Jahrhundert                                                                                 | Wohnhaus Obergeschoss Fachwerk, Granittürstock, baugeschichtlich, ortsgeschichtlich und technikgeschichtlich von Bedeutung, Korbbogen, Giebel verschiefert (Muster), Krüppelwalmdach, Mühlengebäude mit Satteldach | 09252057 |

## Briesing
| Bild                                    | Bezeichnung                                                               | Lage                     | Datierung                                                                   | Beschreibung | ID       |
| --------------------------------------- | ------------------------------------------------------------------------- | ------------------------ | --------------------------------------------------------------------------- | --- | -------- |
|                                         | Wegestein                                                                 | (am Ortseingang) (Karte) | 19. Jahrhundert                                                             | Verkehrsgeschichtlich von Bedeutung, schlanke Natursteinstele, Schaft mit abgefasten Kanten, darüber Quader mit pyramidalem Abschluss | 09251137 |
| Direkt Bild zu diesem Denkmal hochladen | Steindeckerbrücke                                                         |                          | Bezeichnet mit 1791                                                         | Mit Inschrift, baugeschichtlich von Bedeutung | 09250293 |
| Weitere Bilder                          | Denkmal für die Gefallenen des Ersten und Zweiten Weltkrieges             | Am Wolfsberg (Karte)     | 1921 (Kriegerdenkmal 1. Weltkrieg); nach 1945 (Kriegerdenkmal 2. Weltkrieg) | Ortsgeschichtlich von Bedeutung, bestehend aus einer Säule und zwei Steinen | 09251131 |
| Direkt Bild zu diesem Denkmal hochladen | Wohnstallhaus, ohne Anbau                                                 | Am Wolfsberg 13 (Karte)  | Um 1850/1870                                                                | Obergeschoss Fachwerk, teilweise verbrettert, baugeschichtlich von Bedeutung, Wohnstallhaus, Erdgeschoss verputzt, gekalkt, erstes Obergeschoss Längsseite Fachwerk, originale Fenstergrößen, Giebelseite verbrettert, Krüppelwalmdach mit Dachpfannen | 09251208 |
| Direkt Bild zu diesem Denkmal hochladen | Wohnhaus und zwei Seitengebäude eines ehemaligen Vierseithofes            | Am Wolfsberg 20 (Karte)  | Um 1850                                                                     | Wohnhaus Putzbau mit Drempel und Walmdach, südliches Seitengebäude Obergeschoss Fachwerk, baugeschichtlich und wirtschaftsgeschichtlich von Bedeutung, zweigeschossiges Wohnhaus mit originalem Eingangsbereich, Walmdach mit Schieferdeckung, Seitengebäude: teilweise Fachwerk, teilweise verbrettert (mit Verzierungen), Erdgeschoss aus Bruchstein, zweigeschossiges Seitengebäude, Bruchstein, Gewölbe                                               | 09251133 |
| Direkt Bild zu diesem Denkmal hochladen | Wohnstallhaus                                                             | Gartenweg 2 (Karte)      | Um 1850                                                                     | Obergeschoss Fachwerk, baugeschichtlich von Bedeutung, Erdgeschoss verputzt, gestrichen, im ersten Obergeschoss Fachwerk, originale Fenstergrößen, spitzes Satteldach mit Schieferdeckung, Giebel verbrettert, seitlich Schleppdach | 09251207 |
| Direkt Bild zu diesem Denkmal hochladen | Wohnstallhaus mit integriertem Scheunenteil                               | Mühlenweg 1 (Karte)      | Um 1850                                                                     | Obergeschoss Fachwerk verputzt, teilweise mit noch erhaltenem Umgebinde, wissenschaftlich-dokumentarische Bedeutung, da mit hohem Authentizitätsgrad erhalten, ortsbildprägend. Bisherige Sanierungen ohne denkmalschutzrechtliche Genehmigungen ganz im Sinne der Denkmalpflege, wichtiger Bestandteil des Dorfbildes. Anregung zur Unterschutzstellung vom Landratsamt Bautzen.                                                                         | 09254511 |
| Direkt Bild zu diesem Denkmal hochladen | Mühle mit angebautem Silo, Seitengebäude und Scheune eines Mühlenanwesens | Mühlenweg 5 (Karte)      | Um 1920/1930 (Mühle); um 1890 (Scheune)                                     | Baugeschichtlich, ortsgeschichtlich und technikgeschichtlich von Bedeutung. Mühlenanwesen großes dreigeschossiges Gebäude, über Eck gebaut, Walmdach, einfache Biberschwanzdeckung, Gaupen. Dazugehörige Scheune und Stallungen über Eck gebaut, mit Tordurchfahrt, aus Bruchsteinmauerwerk, zweigeschossig, Satteldach, mit einfacher Biberschwanzdeckung, Dreiecksgiebel und Gaupen. Bei Mühlgraben Brückenpfeiler mit Datierung (bezeichnet mit 1897). | 09251201 |

## Brießnitz
| Bild           | Bezeichnung                                                              | Lage                    | Datierung                                   | Beschreibung | ID       |
| -------------- | ------------------------------------------------------------------------ | ----------------------- | ------------------------------------------- | --- | -------- |
| Weitere Bilder | Wohnhaus, Scheune, zwei Seitengebäude und Taubenhaus eines Vierseithofes | Am Berg 18, 18a (Karte) | Um 1910 (Bauernhaus); um 1870 (Vierseithof) | Wohnhaus Putzbau mit übergiebeltem Mittelrisalit und Satteldach, Seitengebäude und Scheune verputzte Bruchsteinbauten mit Drempel, baugeschichtlich und ortsgeschichtlich von Bedeutung. - Wohnhaus: über Eck verbunden mit Stallungen, zweigeschossiges Gebäude, verputzt, mit Mittelrisalit, darüber Dreiecksgiebel, Tür mit Granitgewände - Seitengebäude und Stall: Naturstein, originales Putzraster, rundbogige Holztore, Satteldach - Arkadenscheune: Satteldach mit Römern | 09252039 |

## Brösa
| Bild | Bezeichnung               | Lage                            | Datierung             | Beschreibung | ID       |
| ---- | ------------------------- | ------------------------------- | --------------------- | --- | -------- |
|      | Schornstein               | Am Anger (Ecke Gutsweg) (Karte) | 19. Jahrhundert       | Ortsgeschichtlich von Bedeutung | 09251506 |
|      | Wohnhaus eine Bauernhofes | Am Anger 9 (Karte)              | Mitte 19. Jahrhundert | Obergeschoss Fachwerk, Giebel verbrettert, baugeschichtlich von Bedeutung, erstes Obergeschoss Fachwerk, Seiten und Rückseite verbrettert, originale Fenster mit Sprossung, Krüppelwalmdach mit einfacher Biberschwanzdeckung, grünes, hölzernes Eingangshäuschen, stand bis 2011 irrtümlich unter Am Anger 7 in der Denkmalliste | 09252125 |

## Buchwalde
| Bild                                    | Bezeichnung | Lage                            | Datierung                                | Beschreibung | ID       |
| --------------------------------------- | --- | ------------------------------- | ---------------------------------------- | --- | -------- |
| Weitere Bilder                          | Scheune (neben dem Herrenhaus) sowie Stallgebäude mit rechtwinklig angebauter Scheune eines ehemaligen Rittergutes | Kleinsaubernitzer Weg 5 (Karte) | 19. Jahrhundert, im Kern 18. Jahrhundert | Weitgehend authentisch erhaltene Gebäude der ehemaligen Rittergutsanlage, baugeschichtlich und ortsgeschichtlich von Bedeutung. - Scheune (neben dem Herrenhaus): Massivbau aus Bruchstein, originale Kubatur - Stallgebäude (gegenüber dem Herrenhaus): Massivbau, aus Bruchstein mit Granit-Eckquaderung, Fledermausgaupen, Stall innen mit rechts und links neben dem Mittelgang platzierten Granitsäulen, originale Kubatur und Proportionen, weitgehend authentisch erhalten - Scheune (rechtwinklig mit Stallgebäude verbunden): sehr schönes Tonnengewölbe, alter, teilweise desolater Dachstuhl, straßenbildprägend | 09302652 |
| Direkt Bild zu diesem Denkmal hochladen | Wohnstallhaus auf Winkelgrundriss                                                                                  | Lindenstraße 6 (Karte)          | 1. Hälfte 19. Jahrhundert                | Reste von Umgebinde, Obergeschoss Fachwerk, baugeschichtlich von Bedeutung, ehemals falsch erfasst unter „Zum Auenwald 13“ | 09252078 |
|                                         | Wohnstallhaus mit Oberlaube                                                                                        | Zum Auenwald 5 (Karte)          | Um 1850                                  | Obergeschoss Fachwerk verbrettert, baugeschichtlich von Bedeutung, Satteldach mit Ziegeln | 09252076 |
|                                         | Wohnstallhaus eines ehemaligen Vierseithofes                                                                       | Zum Auenwald 23 (Karte)         | Bezeichnet mit 1806                      | Obergeschoss Fachwerk verputzt, baugeschichtlich von Bedeutung. Erdgeschoss massiv, Bruchstein, verputzt, Obergeschoss Fachwerk, verputzt, mit original gesprossten Fenstern, Satteldach mit keramischen Pfannenziegeln, Granit-Korbbogenportal, verschieferter Giebel, 1994 fälschlicherweise unter „Am Auenwald 23“ erfasst. Streichung Scheune: ist abgebrochen worden und stattdessen Neubau errichtet. | 09252077 |
| Direkt Bild zu diesem Denkmal hochladen | Wohnstallhaus und Mühlengebäude über winkligem Grundriss                                                           | Zur alten Mühle 7 (Karte)       | 1. Hälfte 19. Jahrhundert                | Obergeschoss Fachwerk, Krüppelwalmdach, baugeschichtlich, ortsgeschichtlich und technikgeschichtlich von Bedeutung | 09251347 |

## Cannewitz
| Bild                                    | Bezeichnung                                             | Lage                          | Datierung                                                                 | Beschreibung | ID       |
| --------------------------------------- | ------------------------------------------------------- | ----------------------------- | ------------------------------------------------------------------------- | --- | -------- |
| Direkt Bild zu diesem Denkmal hochladen | Scheune eines Vierseithofes                             | Am Alten Steinbruch 2 (Karte) | Um 1900                                                                   | Putzbau mit Klinkerverzierungen, baugeschichtlich und straßenbildprägend von Bedeutung, verputzt, Satteldach mit einfacher Biberschwanzdeckung, rundbogiges Holztor, Giebel mit drei runden und vier spitzen Bögen (ineinandergehend) aus Ziegel, mit unterschiedlich geformten Luftlöchern | 09252093 |
| Direkt Bild zu diesem Denkmal hochladen | Wohnhaus eines Vierseithofes                            | Ringweg 12 (Karte)            | 1. Hälfte 19. Jahrhundert                                                 | Obergeschoss Fachwerk verputzt, baugeschichtlich von Bedeutung | 09251363 |
| Direkt Bild zu diesem Denkmal hochladen | Wohnstallhaus mit Anbau und Scheune eines Zweiseithofes | Zum Mühlteich 3 (Karte)       | 19. Jahrhundert, im Kern älter (Wohnstallhaus); 19. Jahrhundert (Scheune) | Weitgehend authentisches Anwesen, baugeschichtlich und ortsbildprägend von Bedeutung | 09304206 |

## Doberschütz
| Bild | Bezeichnung                                                    | Lage                                  | Datierung                                                 | Beschreibung | ID       |
| ---- | -------------------------------------------------------------- | ------------------------------------- | --------------------------------------------------------- | --- | -------- |
|      | Originales Korbbogenportal (Granit) eines ehemaligen Gasthofes | Niederguriger Straße 1 (Karte)        | Bezeichnet mit 1835                                       | Baugeschichtlich und ortsgeschichtlich von Bedeutung, Korbbogenportal mit Datierung und Reliefierung, Darstellung eines Glases und einer Flasche | 09251141 |
|      | Feldsteinmauer als Grundstückseinfassung                       | Niederguriger Straße 23 (Karte)       | 19. Jahrhundert                                           | Ortsbildprägende Bedeutung, Granitsteine in unregelmäßigem Bruchsteinmauerwerk, flache Granitsteinplatten als Mauerkrone, umfriedet gesamtes Grundstück | 09304136 |
|      | Ehemalige Mühle und Wehr an der Kleinen Spree                  | Niederguriger Straße 25 (Karte)       | Mitte 19. Jahrhundert (Mühle); bezeichnet mit 1846 (Wehr) | Baugeschichtlich und technikgeschichtlich von Bedeutung, gestaffelter Baukörper, Satteldach, mit einfacher Biberschwanzdeckung, rückseitig Stützmauern, Wehr original (bezeichnet mit 1846), zum ehemaligen Rittergut Niedergurig gehörig                               | 09251140 |
|      | Ehemaliges Wohnstallhaus eines Gehöftes                        | Niederguriger Straße 26 (Karte)       | 2. Hälfte 19. Jahrhundert, im Kern älter                  | Baugeschichtliche und ortsbildprägende Bedeutung, massiver eingeschossiger Baukörper mit Drempel, Krüppelwalmdach, ansonsten Satteldach, Kubatur ursprünglich, Proportionen zum Teil verändert, Fenster im straßenseitigen Giebel nachträglich profiliertes Traufgesims | 09304137 |
|      | Wegestein                                                      | Niederguriger Straße 26 (bei) (Karte) | Bezeichnet mit 1729                                       | Aus dem böhmischen Oberland, verkehrsgeschichtlich von Bedeutung, Wegestein mit drei Datierungen 1729, 1847, 1930 und den Initialen CS und DS | 09251139 |

## Guttau
| Bild                                    | Bezeichnung | Lage                                                     | Datierung                                                                                            | Beschreibung | ID       |
| --------------------------------------- | --- | -------------------------------------------------------- | --- | --- | -------- |
| Weitere Bilder                          | Kirche mit Kirchhof und Einfriedung, Eisenglocke in der Kirche, Denkmal für die Gefallenen des Ersten Weltkrieges und zwei Grabmale auf dem Kirchhof | Am Auewald 6 (Karte)                                     | 1816 (Neubau); 1815 (Glocke); 1780 (Orgel); bezeichnet mit 1891 (Einfriedung); 1924 (Kriegerdenkmal) | Baugeschichtlich und ortsgeschichtlich von Bedeutung. Kleine Saalkirche, einemporig, Kanzel-Altar, Taufbecken, zwei silberne Kerzenständer, schlichte, kleine Orgel (Jahn & Sohn, Dresden 1780) und sogenannte Boxberger Glocke (Eisenglocke mit Aufschrift „Flach in Boxberg 1815“), älteste noch erhaltene Eisenglocke der Oberlausitz, Grundlage für Glockenguss war einheimisches Raseneisenerz, einfache Biberschwanzdeckung, Fledermausgaupe, originaler Blitzableiter, Wetterfahne von 1816, Wappen über Eingang (Ziegler/Gersdorf). Auf dem Kirchhof: Kriegerdenkmal Erster Weltkrieg, Grabmal für Pastor Ludwig Lickefett (gestorben 1787) und seine Familie, Sandsteingrabmal mit verwitterter Inschrift, 1835, die Grabplatte für George von Nostitz wurde in das Innere der Kirche versetzt. | 09252119 |
|                                         | Herrenhaus (Nr. 10, 12) mit zwei flankierenden Linden vor dem Eingangsbereich, Schornstein der ehemaligen Brennerei (Nr. 7), südliche Scheune (Nr. 9), südwestliche Einfriedungsmauer des ehemaligen Gartengrundstücks und Reste des Gartens sowie nordöstliche Einfahrt zum Rittergut mit Einfriedung | Am Auewald 7, 9, 10, 12 (Karte)                          | 1816 (Herrenhaus); 2. Hälfte 19. Jahrhundert (Gutsscheune und Schornstein)                           | Herrenhaus verputzter Bruchsteinbau mit Mansardwalmdach, Betonung des Eingangsbereichs durch Portikus mit zwei dorischen Säulen, baugeschichtlich und ortsgeschichtlich von Bedeutung. - Herrenhaus: zweigeschossiges, rechteckiges Gebäude, mit Freitreppen, Mansarddach (Veränderung), mit einfacher Biberschwanzdeckung, Vorbau mit dorischen Säulen aus Granit, Triglyphenfries und Dreiecksgiebel - Gartenseite: Freitreppe, Mittelbetonung durch zwei Pilaster und rundbogiges Fenster (Mitte/Eingang), mit zwei rundbogigen, unteren Eingängen, unterhalb der Treppe mit Tonnengewölbe - Scheune: Putzbau mit Drempel und zwei Ladeluken, Satteldach, von der ehemaligen Brennerei ist nur noch der Schornstein erhalten, an der Stelle der Brennerei steht heute ein den alten Bauformen angepasster Neubau der Feuerwehr - südwestliche Mauer original erhalten, nordöstliche Einfriedungsmauer mit zwei Torpfeilern mit originalen Kugelaufsätzen, Mauerzug aber neu aufgesetzt, ebenso die Pfeiler Ehemaliges Herrenhaus (Am Auewald 10). Barockbau mit Mansardwalmdach, um 1800. Spätere Veränderungen im klassizistischen Stil, auffällig die offene Eingangshalle mit dorischen Säulen und Giebelabschluss. Verschiedene Wirtschaftsgebäude, 2. Hälfte 19. Jahrhundert. | 09252124 |
| Direkt Bild zu diesem Denkmal hochladen | Villa mit Villengarten (Gartendenkmal) und Einfriedung | Bautzener Straße 2 (ehemals Hauptstraße 48) (Karte)      | Zwischen 1900 und 1905                                                                               | Putzbau über asymmetrischem Grundriss, Erker mit rustikaler Gliederung, aufwendiges Holzornament an den Giebeln, Rückseite Wintergarten mit Farbverglasung, baugeschichtlich und gartenkünstlerisch von Bedeutung | 09253149 |
| Direkt Bild zu diesem Denkmal hochladen | Straßenbrücke | Hauptstraße (Karte)                                      | 1855                                                                                                 | Einbogige Natursteinbrücke, verkehrsgeschichtlich von Bedeutung | 09305671 |
|                                         | Pfarrhaus | Guttauer Hauptstraße 19 (ehemals Hauptstraße 19) (Karte) | 1816                                                                                                 | Obergeschoss Fachwerk, Giebel zum Teil verbrettert, baugeschichtlich und ortsgeschichtlich von Bedeutung. Krüppelwalmdach mit Fledermausgaupen, doppelte Biberschwanzdeckung, Westseite verbrettert, erstes Obergeschoss Fachwerk, mit Fenstern in Originalgröße und -sprossung, Fachwerk im Erdgeschoss zum Teil verputzt, Ostseite vollständig Fachwerk, Bruchsteinsockel, teilweise unterkellert. Dorfbrand 1813 zerstörte u. a. Pfarrhaus und Kirche, Neubau 1816. | 09252112 |
|                                         | Inschrifttafel der ehemaligen Kirchschule | Guttauer Hauptstraße 20 (ehemals Hauptstraße 20) (Karte) | Bezeichnet mit 1864                                                                                  | Ortsgeschichtlich von Bedeutung, „Lasset die Kindlein zu mir kommen...“ | 09252118 |

## Halbendorf/Spree
| Bild           | Bezeichnung                                                                    | Lage                                                | Datierung             | Beschreibung | ID       |
| -------------- | ------------------------------------------------------------------------------ | --------------------------------------------------- | --------------------- | --- | -------- |
|                | Sächsisch-Preußischer Grenzstein: Pilarpaar Nr. 74 sowie 18 Läufersteine       | (Flurstück 410/5) (Karte)                           | Nach 1828             | Siehe auch Sachgesamtheitsdokument – Obj. 09305644; vermessungsgeschichtlich und landesgeschichtlich von Bedeutung als Zeitdokument der historischen Grenzziehung zwischen Sachsen und Preußen nach dem Wiener Kongress 1815. Zwei Granitquader (42 × 42 cm) mit Nummer 74 und Landeskürzel, je einer auf sächsischer („KS“, Königreich Sachsen) und preußischer Seite („KP“, Königreich Preußen) mit 18 dazwischen befindlichen Läufersteinen, über die die Grenzlinie verläuft. Farbfassung (gezackte Bordüren, KS – grün-weiß, KP – schwarz-weiß) ist nicht mehr vorhanden. | 09305575 |
| Weitere Bilder | Landheim; Waldschulheim; Wohnhaus (Umgebinde)                                  | Am Waldschulheim 1 (ehemals Mühlenweg 1) (Karte)    | 1928                  | Obergeschoss Fachwerk verbrettert, baugeschichtlich von Bedeutung, Umgebinde links 2/3/2, originale Fenster, hölzerne Verzierungen mit Dreiecksbekrönung, Giebel verbrettert, Satteldach mit Dachpfannen, je eine Gaupe, Vorhäuschen | 09252268 |
| Weitere Bilder | Wohnmühlengebäude und gegenüber liegendes Seitengebäude mit angebauter Scheune | Am Waldschulheim 3 (ehemals Mühlenweg 3) (Karte)    | Mitte 19. Jahrhundert | Wohnmühlengebäude Obergeschoss Fachwerk, zum Teil verbrettert, Seitengebäude massiv, Scheune zum Teil Fachwerkkonstruktion, baugeschichtlich und ortsgeschichtlich von Bedeutung. - Wohnhaus: Erdgeschoss Bruchsteinmauerwerk, sechssprossige Fenster, erstes Obergeschoss Fachwerk, seitlich verbrettert, originale Fenstergrößen, Giebel Fachwerk, zwei sechssprossige Fenster, Krüppelwalm mit einfacher Biberschwanzdeckung - Scheune: zweietagiges Gebäude, Satteldach mit Dachpfannen, angebaut an Scheune mit Satteldach und einfacher Biberschwanzdeckung              | 09252269 |
| Weitere Bilder | Mord- und Sühnekreuz                                                           | bei Zur Steinbank 1 (ehemals Neue Straße 1) (Karte) | Bezeichnet mit 1800   | Ortsgeschichtlich von Bedeutung, bezeichnet mit „... George Dreßler aus Niedergurig ... 1800“ | 09252266 |
| Weitere Bilder | Friedhofskapelle                                                               | Zur Steinbank 14 (ehemals Neue Straße 14) (Karte)   | Bezeichnet mit 1953   | Baugeschichtlich und ortsgeschichtlich von Bedeutung, Friedhofskapelle eingeschossiges schmales Gebäude mit achtsprossigen schmalen, langen Fenstern, verputzt, Satteldach (hervorkragend) mit einfacher Biberschwanzdachdeckung, seitlich angebauter Schuppen mit Schleppdach, hoher rechteckiger Turm seitlich am Gebäude angebaut, Bruchsteinmauerwerk mit Zeltdach (Schieferdeckung), Friedhof stand bis 2001 ohne Straßenangabe in Denkmalliste | 09252264 |

## Kleinbautzen
| Bild                                    | Bezeichnung | Lage                                                | Datierung | Beschreibung | ID       |
| --------------------------------------- | --- | --------------------------------------------------- | --- | --- | -------- |
| Weitere Bilder                          | Herrenhaus mit Gutspark und Baumreihe (Gartendenkmal) | Am Schloß 6 (Karte)                                 | 2. Hälfte 17. Jahrhundert                                                                                    | Putzbau mit übergiebeltem Mittelrisalit und mächtigem Walmdach, landschaftliche Anlage, Baumreihe aus Stiel-Eichen auf einem Damm südlich des Albrechtsbachs, baugeschichtlich und ortsgeschichtlich von Bedeutung - Herrenhaus, Gartenseite: symmetrischer Baukörper, zweigeschossiges, längsrechteckiges Gebäude mit Betonung durch Mittelrisalit (bekrönt von Dreiecksgiebel, darin Thermenfenster), unterhalb Fensterbogenanordnung in Palladiomotiv, Verandavorbau als Ausgang (erstes Obergeschoss, Erdgeschoss), Walmdach, eiserner Blitzableiter, Räume innen zum Teil mit Kreuzgewölben, schlichter Stuck, zum Teil Holzvertäfelung - Herrenhaus, Eingangsseite: symmetrische Gliederung durch zwei Risalite zur Mitte hin, Mittelrisalit mit Dreiecksgiebel, dreigeschossig, Fenster durch Schlusssteine im ersten Obergeschoss und Dachgeschoss betont, Mittelfenster im ersten Obergeschoss mit kleinem Dreiecksgiebel, reich verzierter Eisenbalkon mit Initiale „S“, durch Lisene markierte Geschosse, leicht ansteigende Kutschenauffahrt - Gutspark: landschaftliche Anlage vermutlich im 18. Jahrhundert entstanden, 1920–1940 umgestaltet (vgl. Bastian), ursprünglich vermutlich mit einem tempelartigen Staffagebau ausgestattet (vgl. Poenicke), wertvoller alter Baumbestand im Bereich um das Herrenhaus u. a. zwei riesige, ehemals geschnittene Winter-Linden (Tilia cordata), vier Weymouth-Kiefern, eine Scheinzypresse (Chamaecyparis lawsoniana), im südlichen Bereich (Flurstücke 404/1, 452/5) vorwiegend alte Linden (Tilia), Stiel-Eichen (Quercus robur) und Kastanien (Aesculus hippocastanum), Verlauf eines ehemaligen Wasserlaufs noch deutlich ablesbar, südlich des Albrechsbachs entlang der Gemarkungsgrenze Damm mit Baumreihe aus alten Stiel-Eichen (Quercus robur), Wäldchen auf Flurstück 407m gehörte möglicherweise ursprünglich mit zum Park, heute zugewachsen (Forschungsbedarf!) | 09252131 |
| Weitere Bilder                          | Mord- und Sühnekreuz | Am Steinbruch (Karte)                               | 15.–17. Jahrhundert                                                                                          | Mit Schwert/Kreuzdarstellung, ortsgeschichtlich von Bedeutung | 09252136 |
| Weitere Bilder                          | Wegestein | Am Steinbruch (Kreuzung Kreckwitzer Straße) (Karte) | 19. Jahrhundert                                                                                              | Verkehrsgeschichtlich von Bedeutung, hohe Natursteinstele mit flachpyramidalem Abschluss, Schaft mit Abfasungen | 09252135 |
| Direkt Bild zu diesem Denkmal hochladen | Mühle Bohott; Ehemalige Wassermühle mit Technik | Mühlstraße 5 (Karte)                                | Um 1820 | Baugeschichtlich und technikgeschichtlich von Bedeutung, korbbogenartiges Portal, Mühle stand bis 2001 fälschlicherweise unter „Mühlgasse –“ in der Denkmalliste | 09252133 |
| Weitere Bilder                          | Kirche (mit Ausstattung), Kirchhof mit Einfriedung sowie Eingangstor, auf dem Kirchhof Denkmal für die Gefallenen des Ersten Weltkrieges sowie vier Grabmale | Purschwitzer Straße (Karte)                         | 1681 (Kirche); 18./19. Jahrhundert (Grabmal); 1875 (Einfriedung); 1682 (Kirchhofstor); 1921 (Kriegerdenkmal) | Einemporige Saalkirche (mit Epitaphien), Putzbau mit geradem Schluss, Spitzbogenfenstern und Walmdach, baugeschichtlich, künstlerisch und ortsgeschichtlich von Bedeutung. Kirche mit quadratischem Westturm, im oberen Teil achteckig, bezeichnet mit 1678, mit Altarkanzel (reich gestaltet, barock, mit Bemalung – figürliche Darstellung der Apostel), bezeichnet mit 1675, über Kanzel Kreuzigung, darüber Grablegung, beidseitig Herrschaftslogen (bezeichnet 1681), reich bemalt und verziert. Dreifenstrige Loge links: mit Hinterraum, auf Stützbalken, mit gedrehten Säulen/Fruchtmotiven sowie Kartuschen mit Bibelzitaten, barocke Rocailleabschlüsse oben, unten mit Wappen, Putten und Bibelzitaten, in Loge bemalte Adelswappen an Holzdecke. Fünffenstrige Loge: mit Tafelbemalung (biblische Szenen, AT/NT mit Bibelzitaten), obere Abschlüsse in Form von Wappen, ebenfalls reiches Schnitzwerk. Unter Logen jeweils Betgestühl mit ursprünglicher Malerei (Aposteldarstellung). Kirchenfenster von Walter Deckwarth (Görlitz), zwei Kandelaber, hölzerner Taufstein (bezeichnet 1681). An Empore: Holzbalken (bezeichnet mit 1680), Wetterfahne von 1864 (HHVS). Epitaphien: Melchior von Löben (bezeichnet mit 1636), Martha Löbin, geb. von Köslerin (bezeichnet mit 1637), Nicolas Gersdorff von Doberschütz (bezeichnet mit 1634), Doppelepitaph mit Giebel (Karl Heinrich von Nostitz, bezeichnet mit 1684, Frau Barbara Elisabetha von Nostitz, bezeichnet mit 1692), hölzernes Wappenepitaph (Karl Gottlob von Nostitz, bezeichnet mit 1704). Einfriedung: Kirchhofmauer aus Bruchsteinmauerwerk (mit Reliefplatte, bezeichnet mit 1875). Eingangstor zu Kirche und Friedhof: Renaissancegiebel mit Voluten (korrespondiert mit N-Seite), bezeichnet mit „Carl Heinrich von Nostitz – Collator dieser Kirchen – anno 1682“.                                                                                 | 09252127 |
|                                         | Granitportal des Gasthofs | Purschwitzer Straße 17 (Karte)                      | Bezeichnet mit 1833                                                                                          | Handwerklich-künstlerisch von Bedeutung | 09252130 |
| Direkt Bild zu diesem Denkmal hochladen | Wohnhaus | Purschwitzer Straße 30 (Karte)                      | 2. Hälfte 18. Jahrhundert                                                                                    | Obergeschoss Fachwerk verputzt, hölzerner Treppenaufgang mit Laube innen liegend, baugeschichtlich von Bedeutung | 09253692 |
| Direkt Bild zu diesem Denkmal hochladen | Wohnstallhaus | Purschwitzer Straße 46 (Karte)                      | Um 1790 | Fachwerk im ersten Obergeschoss verbrettert, baugeschichtlich von Bedeutung, originale Fenstergewände und Fenster, originale Steinsäulen, im Erdgeschoss niedrige Geschosshöhe von ca. 1,65 bis 1,75 m; wahrscheinlich abgerissen | 09252134 |

## Kleinsaubernitz
| Bild                                    | Bezeichnung                                                                     | Lage                                                                                                | Datierung                 | Beschreibung | ID       |
| --------------------------------------- | ------------------------------------------------------------------------------- | --------------------------------------------------------------------------------------------------- | ------------------------- | --- | -------- |
|                                         | Sächsisch-Preußischer Grenzstein: Pilarpaar Nr. 69 sowie 13 Läufersteine        | (Flurstück 530/1) (Karte)                                                                           | Nach 1828                 | Siehe auch Sachgesamtheitsdokument – Obj. 09305644; vermessungsgeschichtlich und landesgeschichtlich von Bedeutung als Zeitdokument der historischen Grenzziehung zwischen Sachsen und Preußen nach dem Wiener Kongress 1815. Zwei Granitquader (42 × 42 cm) mit Nummer 69 und Landeskürzel, je einer auf sächsischer („KS“, Königreich Sachsen) und preußischer Seite („KP“, Königreich Preußen) mit 13 dazwischen befindlichen Läufersteinen, über die die Grenzlinie verläuft. Farbfassung (gezackte Bordüren, KS – grün-weiß, KP – schwarz-weiß) ist nicht mehr vorhanden. | 09305570 |
|                                         | Sächsisch-Preußischer Grenzstein: Pilarpaar Nr. 70 sowie 12 Läufersteine        | (Flurstück 162) (Karte)                                                                             | Nach 1828                 | Siehe auch Sachgesamtheitsdokument – Obj. 09305644; vermessungsgeschichtlich und landesgeschichtlich von Bedeutung als Zeitdokument der historischen Grenzziehung zwischen Sachsen und Preußen nach dem Wiener Kongress 1815. Zwei Granitquader (42 × 42 cm) mit Nummer 70 und Landeskürzel, je einer auf sächsischer („KS“, Königreich Sachsen) und preußischer Seite („KP“, Königreich Preußen) mit 12 dazwischen befindlichen Läufersteinen, über die die Grenzlinie verläuft. Farbfassung (gezackte Bordüren, KS – grün-weiß, KP – schwarz-weiß) ist nicht mehr vorhanden. Neben dem Pilarpaar steht ein Viertelmeilenstein.                                                                        | 09305571 |
|                                         | Sächsisch-Preußischer Grenzstein: Pilarpaar Nr. 71 sowie 12 Läufersteine        | (Flurstück 164/13) (Karte)                                                                          | Nach 1828                 | Siehe auch Sachgesamtheitsdokument – Obj. 09305644; vermessungsgeschichtlich und landesgeschichtlich von Bedeutung als Zeitdokument der historischen Grenzziehung zwischen Sachsen und Preußen nach dem Wiener Kongress 1815. Zwei Granitquader (42 × 42 cm) mit Nummer 71 und Landeskürzel, je einer auf sächsischer („KS“, Königreich Sachsen) und preußischer Seite („KP“, Königreich Preußen) mit 12 dazwischen befindlichen Läufersteinen, über die die Grenzlinie verläuft. Farbfassung (gezackte Bordüren, KS – grün-weiß, KP – schwarz-weiß) ist nicht mehr vorhanden. Zwischen den Pilaren verläuft die Kreisgrenze Görlitz (Hohendubrau/Weigersdorf) – Bautzen (Malschwitz/Guttau).           | 09305572 |
|                                         | Sächsisch-Preußischer Grenzstein: Pilarpaar Nr. 72                              | (Flurstück 164/11) (Karte)                                                                          | Nach 1828                 | Siehe auch Sachgesamtheitsdokument – Obj. 09305644; vermessungsgeschichtlich und landesgeschichtlich von Bedeutung als Zeitdokument der historischen Grenzziehung zwischen Sachsen und Preußen nach dem Wiener Kongress 1815. Zwei Granitquader (42 × 42 cm) mit Nummer 72 und Landeskürzel, je einer auf sächsischer („KS“, Königreich Sachsen) und preußischer Seite („KP“, Königreich Preußen) mit dazwischen befindlichem Läuferstein, über den die Grenzlinie verläuft. Farbig mit gezackten Bordüren gefasst (KS – grün-weiß, KP – schwarz-weiß), Farbfassung ist stark verblasst. Zwischen den Pilaren verläuft die Kreisgrenze Görlitz (Hohendubrau/Weigersdorf) – Bautzen (Malschwitz/Guttau). | 09305573 |
|                                         | Denkmal für die Gefallenen des Ersten Weltkrieges mit Ehrenhain (Gartendenkmal) | Am Ehrenhain (ehemals Am Park) (Karte)                                                              | Nach 1918                 | Ortsgeschichtlich von Bedeutung | 09251523 |
| Direkt Bild zu diesem Denkmal hochladen | Ehemalige Bäckerei                                                              | Baruther Straße 2 (Karte)                                                                           | 2. Hälfte 19. Jahrhundert | Zweigeschossiger massiver Putzbau mit Klinkergliederung, baugeschichtlich von Bedeutung, intaktes Wand-Öffnung-Verhältnis, Satteldach, Ecken mit Backstein verkleidet | 09275370 |
| Direkt Bild zu diesem Denkmal hochladen | Wohnstallhaus (Umgebinde) mit integriertem Wirtschaftsteil                      | Bergmannssiedlung 28 (ehemals zum Siedlungsweg 1, Angliederung an Straße Bergmannssiedlung) (Karte) | Um 1800                   | Obergeschoss Fachwerk, baugeschichtlich von Bedeutung, rechts 2/2/- Joche, Satteldach mit Pfanne, Tonnengewölbe im Keller, Giebelseite erstes Obergeschoss und Dach verbrettert, Fachwerk, Lehmausfachung, originale Fenster mit verzierter Verblendung | 09252105 |
| Direkt Bild zu diesem Denkmal hochladen | Wohnstallhaus mit integrierter Scheune                                          | Neudörfel 15 (Karte)                                                                                | Mitte 19. Jahrhundert     | Obergeschoss Fachwerk, Giebel verbrettert, baugeschichtlich von Bedeutung, Fenster original erhalten | 09251524 |

## Lieske
| Bild | Bezeichnung                                                              | Lage                                                   | Datierung                 | Beschreibung | ID       |
| ---- | ------------------------------------------------------------------------ | ------------------------------------------------------ | ------------------------- | --- | -------- |
|      | Sächsisch-Preußischer Grenzstein: Pilarpaar Nr. 81 sowie 13 Läufersteine | (Flurstück 67/1) (Karte)                               | Nach 1828                 | Siehe auch Sachgesamtheitsdokument – Obj. 09305644; vermessungsgeschichtlich und landesgeschichtlich von Bedeutung als Zeitdokument der historischen Grenzziehung zwischen Sachsen und Preußen nach dem Wiener Kongress 1815. Zwei Granitquader (42 × 42 cm) mit Nummer 81 und Landeskürzel, je einer auf sächsischer („KS“, Königreich Sachsen) und preußischer Seite („KP“, Königreich Preußen) mit 13 dazwischen befindlichen Läufersteinen, über die die Grenzlinie verläuft; farbig mit gezackten Bordüren gefasst (KS – grün-weiß, KP – schwarz-weiß). | 09305582 |
|      | Sächsisch-Preußischer Grenzstein: Pilar Nr. 82 sowie sieben Läufersteine | (Flurstück 87) (Karte)                                 | Nach 1828                 | Siehe auch Sachgesamtheitsdokument – Obj. 09305644; vermessungsgeschichtlich und landesgeschichtlich von Bedeutung als Zeitdokument der historischen Grenzziehung zwischen Sachsen und Preußen nach dem Wiener Kongress 1815. Pyramidenstumpf (Grundmaß 53 × 53 cm) aus Granit mit Plinthe und gegenüberliegend eingemeißelter Nummer 82 und Landeskürzel direkt auf der Grenzlinie; zugehörig sieben Läufersteine in unregelmäßigen Abständen auf der Grenzlinie.                                                                                           | 09305583 |
|      | Sächsisch-Preußischer Grenzstein: Pilar Nr. 83 sowie sechs Läufersteine  | (Flurstück 189) (Karte)                                | Nach 1828                 | Siehe auch Sachgesamtheitsdokument – Obj. 09305644; vermessungsgeschichtlich und landesgeschichtlich von Bedeutung als Zeitdokument der historischen Grenzziehung zwischen Sachsen und Preußen nach dem Wiener Kongress 1815. Pyramidenstumpf (Grundmaß 53 × 53 cm) aus Granit mit gegenüberliegend eingemeißelter Nummer 83 und Landeskürzel K.P./ K.S. direkt auf der Grenzlinie; zugehörig sechs Läufersteine in unregelmäßigen Abständen auf der Grenzlinie.                                                                                             | 09305584 |
|      | Sächsisch-Preußischer Grenzstein: Pilar Nr. 84 sowie 10 Läufersteine     | (Flurstück 189) (Karte)                                | Nach 1828                 | Siehe auch Sachgesamtheitsdokument – Obj. 09305644; vermessungsgeschichtlich und landesgeschichtlich von Bedeutung als Zeitdokument der historischen Grenzziehung zwischen Sachsen und Preußen nach dem Wiener Kongress 1815. Pyramidenstumpf (Grundmaß 53 × 53 cm) aus Granit mit gegenüberliegend eingemeißelter Nummer 84 und Landeskürzel K.P./ K.S. direkt auf der Grenzlinie; zugehörig 10 Läufersteine in unregelmäßigen Abständen auf der Grenzlinie.                                                                                                | 09305585 |
|      | Sächsisch-Preußischer Grenzstein: Pilar Nr. 86 sowie vier Läufersteine   | (Gemarkung Lieske, Flurstück 179) (Karte)              | Nach 1828                 | Siehe auch Sachgesamtheitsdokument – Obj. 09305644; vermessungsgeschichtlich und landesgeschichtlich von Bedeutung als Zeitdokument der historischen Grenzziehung zwischen Sachsen und Preußen nach dem Wiener Kongress 1815. Pyramidenstumpf (Grundmaß 53 × 53 cm) aus Granit mit gegenüberliegend eingemeißelter Nummer 86 und Landeskürzel K.P./ K.S. direkt auf der Grenzlinie; zugehörig vier Läufersteine in unregelmäßigen Abständen auf der Grenzlinie.                                                                                              | 09305587 |
|      | Sächsisch-Preußischer Grenzstein: Pilar Nr. 88                           | (Flurstück 165) (Karte)                                | Nach 1828                 | Siehe auch Sachgesamtheitsdokument – Obj. 09305644; vermessungsgeschichtlich und landesgeschichtlich von Bedeutung als Zeitdokument der historischen Grenzziehung zwischen Sachsen und Preußen nach dem Wiener Kongress 1815. Pyramidenstumpf (Grundmaß 53 × 53 cm) aus Granit mit gegenüberliegend eingemeißelter Nummer 88 und Landeskürzel K.P./ K.S. direkt auf der Grenzlinie. | 09305589 |
|      | Gasthof                                                                  | Liesker Straße 19 (ehemals Muskauer Straße 19) (Karte) | 1. Hälfte 19. Jahrhundert | Obergeschoss Fachwerk verputzt, Krüppelwalmdach, baugeschichtlich und ortsgeschichtlich von Bedeutung, zweigeschossig, originale Fenstergrößen, noch erkennbare Putzstruktur | 09251521 |

## Neudorf/Spree
| Bild | Bezeichnung                                                              | Lage                                              | Datierung | Beschreibung | ID       |
| ---- | ------------------------------------------------------------------------ | ------------------------------------------------- | --------- | --- | -------- |
|      | Sächsisch-Preußischer Grenzstein: Pilarpaar Nr. 77 sowie 15 Läufersteine | (Gemarkung Neudorf/Spree, Flurstück 41/4) (Karte) | Nach 1828 | Siehe auch Sachgesamtheitsdokument – Obj. 09305644; vermessungsgeschichtlich und landesgeschichtlich von Bedeutung als Zeitdokument der historischen Grenzziehung zwischen Sachsen und Preußen nach dem Wiener Kongress 1815. Zwei Granitquader (42 × 42 cm) mit Nummer 77 und Landeskürzel, je einer auf sächsischer („KS“, Königreich Sachsen) und preußischer Seite („KP“, Königreich Preußen) mit 15 dazwischen befindlichen Läufersteinen, über die die Grenzlinie verläuft. Farbfassung (gezackte Bordüren, KS – grün-weiß, KP – schwarz-weiß) 2009 rekonstruiert. | 09305578 |
|      | Sächsisch-Preußischer Grenzstein: Pilarpaar Nr. 79 sowie 24 Läufersteine | (Gemarkung Neudorf/Spree, Flurstück 451) (Karte)  | Nach 1828 | Siehe auch Sachgesamtheitsdokument – Obj. 09305644; vermessungsgeschichtlich und landesgeschichtlich von Bedeutung als Zeitdokument der historischen Grenzziehung zwischen Sachsen und Preußen nach dem Wiener Kongress 1815. Zwei Granitquader (42 × 42 cm) mit Nummer 79 und Landeskürzel, je einer auf sächsischer („KS“, Königreich Sachsen) und preußischer Seite („KP“, Königreich Preußen) mit 24 dazwischen befindlichen Läufersteinen, über die die Grenzlinie verläuft. Farbfassung (gezackte Bordüren, KS – grün-weiß, KP – schwarz-weiß) nicht erhalten.     | 09305580 |
|      | Sächsisch-Preußischer Grenzstein: Pilarpaar Nr. 80 sowie 17 Läufersteine | (Gemarkung Neudorf/Spree, Flurstück 655) (Karte)  | Nach 1828 | Siehe auch Sachgesamtheitsdokument – Obj. 09305644; vermessungsgeschichtlich und landesgeschichtlich von Bedeutung als Zeitdokument der historischen Grenzziehung zwischen Sachsen und Preußen nach dem Wiener Kongress 1815. Zwei Granitquader (42 × 42 cm) mit Nummer 80 und Landeskürzel, je einer auf sächsischer („KS“, Königreich Sachsen) und preußischer Seite („KP“, Königreich Preußen) mit 17 dazwischen befindlichen Läufersteinen, über die die Grenzlinie verläuft. Farbfassung (gezackte Bordüren, KS – grün-weiß, KP – schwarz-weiß) nicht erhalten.     | 09305581 |

## Niedergurig
| Bild                                    | Bezeichnung | Lage                                                                     | Datierung                                            | Beschreibung | ID       |
| --------------------------------------- | --- | ------------------------------------------------------------------------ | ---------------------------------------------------- | --- | -------- |
| Weitere Bilder                          | Fragmente einer Brücke | (im Ortseingangsbereich) (Karte)                                         | Bezeichnet mit 1729                                  | An der aufgestauten Spree gelegen, wurde 1813 gesprengt, ortsgeschichtlich von Bedeutung, Brückenfragment an der aufgestauten Spree, wurde 1813 gesprengt, im Ortseingangsbereich von Bautzen aus Bruchstein, dreibogig | 09252261 |
|                                         | Mord- und Sühnekreuz | Ahornweg (Ecke Am Staudamm) (Karte)                                      | Bezeichnet mit 1800                                  | Ortsgeschichtlich von Bedeutung, Kreuz in Malteserform mit Inschrift | 09251167 |
| Direkt Bild zu diesem Denkmal hochladen | Wohnhaus | Am Schulhof 5 (Karte)                                                    | Mitte 19. Jahrhundert                                | Eingeschossiger Fachwerkbau (eventuell Ausgedinge), baugeschichtlich und sozialgeschichtlich von Bedeutung | 09252370 |
| Weitere Bilder                          | Lutherdenkmal mit Steinbank | Am Staudamm (im Wald bei Niedergurig, nahe der Talsperre) (Karte)        | Bezeichnet mit 1883                                  | Bezeichnet mit „10. Nov. 1483–1883“, sorbische Inschriften: „K dopomnjeću na Dr. M. Luthera. // Dar Hórčanow. // Jedn twjerdy hród je naš Bóh sam. // Česć budź Bohu!“ [deutsch: „Zur Erinnerung an Dr. M. Luther. // Ein Geschenk der Guriger. // Eine feste Burg ist unser Gott. // Ehre sei Gott!“]. Inschrift an Steinbank: „Blick hinaus in die Natur, Denkt, wer dort regieret. Seht wie Berg und Thal und Flur Gottes Hand berühret.“ | 09252263 |
|                                         | Denkmal für die Gefallenen des Ersten Weltkrieges | Am Staudamm (Karte)                                                      | 1920                                                 | Ortsgeschichtlich von Bedeutung, Inschriften: „Den braven Helden 1914–1918 – Gemeinde Niedergurig“ (Vorderseite), „Dźak Wam! Měr nam!“ (Rückseite) | 09252262 |
| Direkt Bild zu diesem Denkmal hochladen | Mühle, Mühlgraben und Steindeckerbrücke (Einzeldenkmal zu ID-Nr. 09304010) | Im Rittergut 4 (Karte)                                                   | Um 1820 (Mühle); 19. Jahrhundert (Steindeckerbrücke) | Einzeldenkmale der Sachgesamtheit Rittergut Niedergurig: Mühle, Mühlgraben und Steindeckerbrücke (siehe auch Obj. 09304010, Schloßinsel 1, 2); großer Bruchsteinbau mit Mansardwalmdach, baugeschichtlich und ortsgeschichtlich von Bedeutung, schmales, hohes Mühlengebäude, Erdgeschoss Bruchsteinmauerwerk, darüber Ziegel, Krüppelwalmdach mit übereinanderliegenden Gaupen, einfache Biberschwanzdeckung, seitlich zweigeschossiger Anbau mit Schleppdach | 09251144 |
| Direkt Bild zu diesem Denkmal hochladen | Sterngewölbe der ehemaligen Kapelle im Gebäude des Kindergartens (Einzeldenkmal zu ID-Nr. 09304010) | Im Rittergut 6 (Karte)                                                   | Vermutlich 18. Jahrhundert                           | Einzeldenkmal der Sachgesamtheit Rittergut Niedergurig; baugeschichtlich von Bedeutung | 09251367 |
| Direkt Bild zu diesem Denkmal hochladen | Wappenplatte (Einzeldenkmal zu ID-Nr. 09304010) | Im Rittergut 7 (Karte)                                                   | Um 1720                                              | Einzeldenkmal der Sachgesamtheit Rittergut Niedergurig; baugeschichtlich von Bedeutung, Wappenplatte an Scheune, Darstellung eines springenden Hirsches, darüber eine Krone | 09251143 |
| Direkt Bild zu diesem Denkmal hochladen | Wohnstallhaus eines Dreiseithofes | Muskauer Straße 30 (Karte)                                               | Ende 19. Jahrhundert                                 | Obergeschoss Fachwerk, baugeschichtlich von Bedeutung, originale Fenstergrößen, Krüppelwalmdach mit einfacher Biberschwanzdeckung | 09251165 |
| Direkt Bild zu diesem Denkmal hochladen | Gasthof „Gute Quelle“ mit Tanzsaal | Muskauer Straße 43 (Karte)                                               | Bezeichnet mit 1818                                  | Spätbarocker Baukörper mit Krüppelwalmdach, baugeschichtlich und ortsgeschichtlich von Bedeutung, Gasthof mit rückseitigem Anbau des Tanzsaales, symmetrische Fassadengliederung, korbbogenförmiges Portal mit Schlussstein, darauf die Initialen „JGJ“, breites niedriges Krüppelwalmdach mit einfacher Biberschwanzdeckung, Saal im ersten Obergeschoss mit hohen rundbogigen gesprossten Fenstern, Krüppelwalmdach mit Schieferdeckung | 09251153 |
|                                         | Wegestein | Muskauer Straße 65 (gegenüber) (Karte)                                   | 19. Jahrhundert                                      | Verkehrsgeschichtlich von Bedeutung | 09251154 |
| Direkt Bild zu diesem Denkmal hochladen | Zwei Gutsverwalterhäuser und Wirtschaftsgebäude über hufeisenförmigem Grundriss mit südwestlicher Einfriedungsmauer und vorgelagerter Zugangsbrücke über den Mühlgraben (Einzeldenkmal zu ID-Nr. 09304010) | Schloßinsel 1, 2 (Karte)                                                 | Um 1720                                              | Einzeldenkmale der Sachgesamtheit Rittergut Niedergurig; zwei zweigeschossige Kopfbauten mit Mansarddach, das nordwestliche Gebäude mit Tordurchfahrt, baugeschichtlich und ortsgeschichtlich von Bedeutung. | 09251149 |
| Direkt Bild zu diesem Denkmal hochladen | Rittergut und Gutspark Niedergurig (Sachgesamtheit) | Schloßinsel 1, 2 (Schloßinsel 4, Im Rittergut 6, Im Rittergut 7) (Karte) | 17. Jahrhundert                                      | Sachgesamtheit Rittergut Niedergurig mit folgenden Einzeldenkmalen: zwei Gutsverwalterhäuser und Wirtschaftsgebäude über hufeisenförmigem Grundriss mit südwestlicher Einfriedungsmauer und vorgelagerter Zugangsbrücke über den Mühlgraben (siehe Obj. 09251149, gleiche Anschrift), Sterngewölbe der ehemaligen Kapelle im Gebäude des Kindergartens (siehe Obj. 09251367, Im Rittergut 6), Mühle, Mühlgraben und Steindeckerbrücke (siehe Obj. 09251144, Im Rittergut 4) sowie Wappenplatte an einer Scheune (siehe Obj. 09251143, Im Rittergut 7), dazu der Gutspark mit südlicher Allee (Gartendenkmal); baugeschichtlich und ortsgeschichtlich von Bedeutung. War ursprünglich vierseitige Anlage, die beiden zweigeschossigen massiven Kopfbauten waren wahrscheinlich Beamtenwohnhäuser, an sie schließen sich Ställe und Werkstätten an, Einfriedung mit Durchfahrt. - Erfassungstext 1994 (ehemals Hauptstraße 33): Beamten-/Verwalterhaus mit Tordurchfahrt, rundbogige Portale mit Schlussstein, in der Durchfahrt Türgewände und Kreuzgratgewölbe, symmetrische Fassadengliederung, flacher gedrungener Mittelrisalit, Anbau mit Werkstatt und Ställen mit Mansarddach, Eckpavillon (wie bei ehemals Hauptstraße 33a) mit Mauer, die Amphoren in Bau einschließt - 1994 (ehemals Hauptstraße 33a): ehemaliges Beamtenwohnhaus, zum Schloss gehörend, leichter Mittelrisalit, Mittelbetonung durch Eingangstür mit Oberlicht und Bekrönung durch angedeutete steinerne Überdachung, symmetrische Fassadengliederung, seitlich angebaute Garagen bzw. ehemalige Ställe und Werkstatt, - Einfriedung mit Durchfahrt - Schloss Niedergurig mit seinen Wirtschaftsgebäuden – Beamtenhäuser – und dem ehemaligen Torhaus bildete ursprünglich vierseitig geschlossene Anlage | 09304010 |
| Direkt Bild zu diesem Denkmal hochladen | Wohnstallhaus und Seitengebäude sowie Einfriedung und Torpfeiler eines Zweiseithofes | Schwalbenweg 3 (Karte)                                                   | Vermutlich 19. Jahrhundert                           | Hochgradig ursprünglich erhalten, Strukturbestandteil der Ortskernbebauung, baugeschichtlich und wirtschaftsgeschichtlich von Bedeutung, zweigeschossiger Feldsteinbau, verputzt, intaktes Wand-Öffnung-Verhältnis, Winterfenster, Granittürgewände, Krüppelwalmdach mit Fledermausgaupen, Scheune ebenfalls Feldstein, Krüppelwalmdach, Fledermausgaupen | 09253701 |

## Pließkowitz
| Bild                                    | Bezeichnung | Lage                                                                       | Datierung                                                                                     | Beschreibung | ID       |
| --------------------------------------- | --- | -------------------------------------------------------------------------- | --------------------------------------------------------------------------------------------- | --- | -------- |
| Direkt Bild zu diesem Denkmal hochladen | Felsenkeller | Lindenweg 1 (Karte)                                                        | 19. Jahrhundert                                                                               | Sozialgeschichtlich von Bedeutung | 09251908 |
| Direkt Bild zu diesem Denkmal hochladen | Wegestein | gegenüber Malschwitzer Landstraße 26 (ehemals Bautzener Straße 26) (Karte) | 19. Jahrhundert                                                                               | Verkehrsgeschichtlich von Bedeutung, Natursteinsäule, Schaft mit Abfasungen (teils eingegraben), Kopfstück mit flachpyramidalem Abschluss | 09251909 |
|                                         | Steinbogenbrücke über den Mühlgraben | Pließkowitzer Dorfstraße (beim Rittergut) (Karte)                          | 19. Jahrhundert                                                                               | Baugeschichtlich und technikgeschichtlich von Bedeutung, ehemalige wassertechnische Anlage der Mühle zugeschüttet, 2012 befestigte Fläche, wird für Dorffeste genutzt | 09252025 |
| Direkt Bild zu diesem Denkmal hochladen | Herrenhaus (Nr. 13) und südöstliches Wirtschaftsgebäude (ohne Nr.) sowie Reste der Einfriedungsmauer (Einzeldenkmal zu ID-Nr. 09304804) | Pließkowitzer Dorfstraße 13 (Karte)                                        | Bezeichnet mit 1840 (Herrenhaus); 1. Hälfte 19. Jahrhundert (südöstliches Wirtschaftsgebäude) | Einzeldenkmale der Sachgesamtheit Rittergut und Gutspark Pließkowitz; baugeschichtlich und ortsgeschichtlich von Bedeutung. - Gutsverwalterhaus: zweigeschossiges Gebäude mit symmetrischer Fassadengliederung, Korbbogenportal mit Schlussstein, Krüppelwalm (Dachpfannen), auf der Rückseite ebenfalls Eingang mit Korbbogenportal, hofseitiges Korbbogenportal sekundär eingebaut, Dachstuhl und Gaupe komplett neu, durchgängig Kunststofffenster eingebaut, Streichung als Denkmal 5. Juli 2017 wegen hohem Veränderungsgrad und Substanzverlust auch im Inneren - Wirtschaftsgebäude mit über Eck gebauten Stallungen, Gewölbe, ein Gebäude mit Krüppelwalm (doppelte Biberschwanzdachdeckung), böhmische Kappe - Gutspark (Gartendenkmal) südlich des Gutshofes mit Parkteich, Reste des Wegesystems erhalten, alter Baumbestand aus u. a. zwei Silber-Ahornen (Acer saccharinum), Rot-Buchen (Fagus sylvatica), Eschen (Fraxinus excelsior), Erlen (Alnus glutinosa) und Hainbuchen (Carpinus betulus) - Reste der Einfriedung (Bruchstein) westlich des Gutshofes, gehörte ursprünglich nicht zum Gutshof, in diesem eingefriedeten Bereich befinden sich zwei große Stiel-Eichen (Quercus robur) und der wieder ausgetriebene Hochstubben einer Linde (Tilia spec.) | 09251907 |

## Preititz
| Bild                                    | Bezeichnung | Lage                           | Datierung                                                                                   | Beschreibung | ID       |
| --------------------------------------- | --- | ------------------------------ | ------------------------------------------------------------------------------------------- | --- | -------- |
|                                         | Schloss und Gartenpavillon (Nr. 12) mit umgebendem Gartenbereich, Wirtschaftsgebäude und winklige Scheune (Nr. 11) sowie nördliche Einfriedungsmauer des ehemaligen Rittergutes | Alte Dorfstraße 11, 12 (Karte) | Um 1790 (Schloss/Rittergut); 1. Hälfte 19. Jahrhundert (Wirtschaftsgebäude und Gutsscheune) | Schloss breitgelagerter Putzbau mit Mansardwalmdach und Dachreiter, Sandsteinportale mit Pilastern, Schlussstein und Gesims, achteckiger Gartenpavillon aus Holz, Wirtschaftsgebäude und winklige Scheune Putzbauten mit Krüppelwalmdächern, baugeschichtlich und ortsgeschichtlich von Bedeutung. - Schloss: symmetrische Fassadengliederung, Sims über erstem Obergeschoss, Mansardgeschoss, zwei Eingangsportale, originale Türen, originale Granitgewände, originale Fensterformen. - Seitlicher Anbau mit Balkon im Giebel, Dach mit Mittelbetonung durch Holzturm (mit Wetterfahne, bezeichnet mit 1958) - Stallgebäude verputzt, rundbogiges Holztor, Krüppelwalm mit Gaupen und einfacher Biberschwanzdeckung - ehemalige Scheune verputzt, Krüppelwalm mit doppelter Biberschwanzdeckung, böhmisches Kappengewölbe, im vorderen Teil zu Wohnungen umgebaut (1. Hälfte 19. Jahrhundert) | 09252096 |
| Direkt Bild zu diesem Denkmal hochladen | Wappen an einer Hauswand | Alte Dorfstraße 29 (Karte)     | Bezeichnet mit 1668                                                                         | Ortsgeschichtlich von Bedeutung | 09251373 |
| Direkt Bild zu diesem Denkmal hochladen | Wohnhaus eines Dreiseithofes | Lindenallee 5 (Karte)          | Mitte 19. Jahrhundert                                                                       | Ehemals Mühle, Obergeschoss Fachwerk, baugeschichtlich von Bedeutung, Erdgeschoss verputzt, mit Vorhäuschen, erstes Obergeschoss Fachwerk, rechts Krüppelwalm, links Satteldach, einfache Biberschwanzdeckung, Giebelseite erstes Obergeschoss Fachwerk, Giebel verbrettert, mit hölzernen Verzierungen unter dem Dach | 09252098 |
| Direkt Bild zu diesem Denkmal hochladen | Kapelle | Rosenstraße 2 (neben) (Karte)  | 17. Jahrhundert                                                                             | Gewölbter Zentralraum (2,50 m × 3 m), mit Stuckverzierung und Wandbemalung, womöglich von Martin Pötzsch (Baumeister Kirchenanbauten Kleinbautzen und Bautzen), baugeschichtlich und ortsgeschichtlich von Bedeutung | 09253691 |

## Rackel
| Bild                                    | Bezeichnung | Lage                                                                    | Datierung                                                                | Beschreibung | ID       |
| --------------------------------------- | --- | ----------------------------------------------------------------------- | ------------------------------------------------------------------------ | --- | -------- |
|                                         | Steinkreuz | (am Ortseingang, von Baruth kommend rechts) (Karte)                     | 15.–17. Jahrhundert                                                      | Ortsgeschichtlich von Bedeutung | 09252066 |
|                                         | Wohnhaus | Rackeler Dorfstraße 24 (ehemals Baruther Straße 24) (Karte)             | Bezeichnet mit 1877                                                      | Obergeschoss Fachwerk verputzt, baugeschichtlich von Bedeutung, originale Fenstergrößen, Giebel im Steildachbereich verbrettert, Satteldach, Erdgeschoss Umgebinde verputzt | 09252067 |
| Direkt Bild zu diesem Denkmal hochladen | Schule | Rackeler Dorfstraße 42 (ehemals Baruther Straße 42) (Karte)             | 2. Hälfte 19. Jahrhundert                                                | Ohne Anbau, Putzbau mit Satteldach und Zwillingsfenstern im Giebel, ortsgeschichtlich von Bedeutung, zweigeschossig, mit Gurtgesims, profiliert, originale Tür | 09252073 |
|                                         | Steindeckerbrücke über das Löbauer Wasser | Zum Löbauer Wasser (am Ortsausgang Rackel in Richtung Preititz) (Karte) | 19. Jahrhundert                                                          | Mit elf intakten Steindeckern (drei von ehemals insgesamt 14 Steinplatten als Betonersatz), mit Bruchsteinmittelauflager, an hinterer Seite schiffsbugartig angespitzt, mit hölzernem Geländer, baugeschichtlich von Bedeutung | 09252072 |
| Direkt Bild zu diesem Denkmal hochladen | Wohnhaus | Zum Löbauer Wasser 4 (Karte)                                            | Um 1870                                                                  | Gründerzeitlicher Bau mit Putzgliederung, baugeschichtlich von Bedeutung, mit Putznutungen, illusionistischer Mittelrisalit mit Betonung durch zwei Rundbogenfenster im Obergeschoss, originale Haustür und Fenster mit Sprossung, einfache Biberschwanzdeckung | 09252069 |
| Direkt Bild zu diesem Denkmal hochladen | Wohnstallhaus und rechtswinklig angebaute Scheune eines ehemaligen Vierseithofes | Zum Löbauer Wasser 14 (Karte)                                           | Bezeichnet mit 1857 (Wohnstallhaus); 2. Hälfte 19. Jahrhundert (Scheune) | Baugeschichtlich und wirtschaftsgeschichtlich von Bedeutung. Massive Bruchsteinbauten, verputzt, mit Satteldächern (Biberschwanzdeckung), originale Kubaturen und Proportionen, Granitgewände, zum Teil originale Fenster mit Sprossungen. Wohnstallhaus: mit aufgeputzten Ecklisenen, bezeichnet im Türstock mit „18.A.D.57“. Scheune: mit großer Öffnung, mit zwei hölzernen Torflügeln, darüber mittig Ladeluke. | 09279097 |
| Weitere Bilder                          | Wohnmühlengebäude mit annähernd vollständig erhaltener Technik, mit nördlichem, giebelständigem Technikanbau (mit Wasserrad im Inneren), nördliches Nebengebäude, Steindeckerbrücke, Mühlgraben, Wehr und eines Mühlenanwesens | Zum Löbauer Wasser 27 (Karte)                                           | 1856                                                                     | Baugeschichtlich und technikgeschichtlich von Bedeutung, Steindeckerbrücke bestehend aus drei längsrechteckigen Granitsteinen, Mühlgraben zum großen Teil offen, Wohnmühlengebäude datiert im Türstock mit 1856, Nebengebäude mit Inschriftentafel, datiert 18(3?)6 oder 18(5?)6 oder 18(8?)6. | 09250263 |

## Wartha
| Bild | Bezeichnung                                                              | Lage                                                   | Datierung           | Beschreibung | ID       |
| ---- | ------------------------------------------------------------------------ | ------------------------------------------------------ | ------------------- | --- | -------- |
|      | Sächsisch-Preußischer Grenzstein: Pilarpaar Nr. 73 sowie 14 Läufersteine | (Flurstück 77/4) (Karte)                               | Nach 1828           | Siehe auch Sachgesamtheitsdokument – Obj. 09305644; vermessungsgeschichtlich und landesgeschichtlich von Bedeutung als Zeitdokument der historischen Grenzziehung zwischen Sachsen und Preußen nach dem Wiener Kongress 1815. Zwei Granitquader (42 × 42 cm) mit Nummer 73 und Landeskürzel, je einer auf sächsischer („KS“, Königreich Sachsen) und preußischer Seite („KP“, Königreich Preußen) mit 14 dazwischen befindlichen Läufersteinen, über die die Grenzlinie verläuft. Farbfassung (gezackte Bordüren, KS – grün-weiß, KP – schwarz-weiß) ist nicht mehr vorhanden. | 09305574 |
|      | Schule mit Gedenktafel für Korla Awgust Kocor (1822–1904)                | Warthaer Dorfstraße 30 (ehemals Dorfstraße 30) (Karte) | Bezeichnet mit 1898 | Schlichter Putzbau mit Dachreiter, baugeschichtlich und ortsgeschichtlich von Bedeutung, mit originalen Blitzableitern, oben kleiner Dachreiter mit originalen Fenstern, zweietagig, Glockenturm, Wetterfahne, Datierung in Wetterfahne und Türreliefplatte | 09252166 |

## Ehemalige Denkmäler

### Ehemalige Denkmäler (Baruth)
| Bild                                    | Bezeichnung                                    | Lage                        | Datierung                                   | Beschreibung | ID       |
| --------------------------------------- | ---------------------------------------------- | --------------------------- | ------------------------------------------- | --- | -------- |
|                                         | Marktplatz Baruth (Sachgesamtheit)             | Am Markt 2, 3, 4, 6 (Karte) | 1. Hälfte 19. Jahrhundert (Wohnhäuser)      | Sachgesamtheit Marktplatz vor dem Schlosskomplex mit Platzgestaltung, historischer Baumpflanzung von 5 Linden (Gartendenkmal) und den in ihrer Kubatur und Hofstruktur erhaltenen Gebäuden Am Markt 2, 3, 4 und 6 sowie Einfriedungsmauer vor Nr. 8 als Sachgesamtheitsteile; ortsgeschichtlich und ortsbildprägend von Bedeutung. Zwischen 2017 und 2024 aus der Denkmalliste gestrichen. | 09303092 |
| Direkt Bild zu diesem Denkmal hochladen | Wohnstallhaus und Scheune eines Gehöfts        | Hauptstraße 4 (Karte)       | Ende 18. Jahrhundert/Anfang 19. Jahrhundert | Wohnstallhaus ehemals Umgebindehaus, eingeschossig, Scheune Putzbau mit Satteldach, baugeschichtlich und wirtschaftsgeschichtlich von Bedeutung. Scheune zwischen 2016 und 2019 abgerissen. Wohnstallhaus zwischen 2019 und 2020 abgerissen. | 09252043 |
| Weitere Bilder                          | Empfangs- und Nebengebäude des Bahnhofs Baruth | Hauptstraße 40 (Karte)      | Um 1880                                     | Klinkerbauten, eisenbahngeschichtlich und ortsgeschichtlich von Bedeutung, zweigeschossiger Backsteinbau (rot) mit Drempel, Segmentbogenstil, flaches Satteldach mit Überstand, Anklänge an den Schweizerstil, Nebengebäude ebenfalls Backstein, eingeschossig. Zwischen 2017 und 2024 aus der Denkmalliste gestrichen.                                                                    | 09252265 |

### Ehemaliges Denkmal (Buchwalde)
| Bild                                    | Bezeichnung                                                      | Lage                    | Datierung                 | Beschreibung | ID       |
| --------------------------------------- | ---------------------------------------------------------------- | ----------------------- | ------------------------- | --- | -------- |
| Direkt Bild zu diesem Denkmal hochladen | Wohnstallhaus mit mittigem Anbau und Seitengebäude eines Gehöfts | Lindenstraße 18 (Karte) | 2. Hälfte 19. Jahrhundert | Wohnstallhaus Obergeschoss Fachwerk verputzt, Seitengebäude Putzbau mit Ladeluke, baugeschichtlich und wirtschaftsgeschichtlich von Bedeutung. Zwischen 2016 und 2019 abgerissen und durch Neubau ersetzt. | 09304084 |

### Ehemaliges Denkmal (Guttau)
| Bild | Bezeichnung    | Lage                                                     | Datierung | Beschreibung | ID       |
| ---- | -------------- | -------------------------------------------------------- | --------- | --- | -------- |
|      | Gasthof Guttau | Guttauer Hauptstraße 11 (ehemals Hauptstraße 11) (Karte) | Vor 1813  | Breitgelagerter Putzbau mit Walmdach, baugeschichtlich und ortsbildprägend von Bedeutung, zweigeschossiger, massiver Bau mit Walmdach, einziger Bau, der den Brand von 1813 überstand. Zwischen 2017 und 2024 aus der Denkmalliste gestrichen. | 09251482 |

### Ehemaliges Denkmal (Kleinbautzen)
| Bild                                    | Bezeichnung   | Lage                  | Datierung | Beschreibung | ID       |
| --------------------------------------- | ------------- | --------------------- | --------- | --- | -------- |
| Direkt Bild zu diesem Denkmal hochladen | Wohnstallhaus | Mühlstraße 12 (Karte) | 1820/1850 | Obergeschoss Fachwerk, baugeschichtlich von Bedeutung, ehemals mit Schwarzer Küche, doppelwandig im Giebelbereich, erstes Obergeschoss Fachwerk (mit Lehm ausgefacht), originale Fenster, giebelseitig Schieferverkleidung, kunstvoll ornamentiert (bezeichnet mit „G. Michael 1881“), Gebäude stand bis 2001 fälschlicherweise unter „Mühlgasse 12“, bis 2012 irrtümlich unter „Mühlstraße 7“ in der Denkmalliste. 2019 oder 2020 abgerissen. | 09252132 |

### Ehemaliges Denkmal (Niedergurig)
| Bild                                    | Bezeichnung   | Lage                        | Datierung           | Beschreibung                                                                                     | ID       |
| --------------------------------------- | ------------- | --------------------------- | ------------------- | ------------------------------------------------------------------------------------------------ | -------- |
| Direkt Bild zu diesem Denkmal hochladen | Wohnstallhaus | Jeschützer Straße 4 (Karte) | Bezeichnet mit 1834 | Obergeschoss Fachwerk, baugeschichtlich von Bedeutung; nach 2014 von der Denkmalliste gestrichen | 09251161 |

### Ehemaliges Denkmal (Pließkowitz)
| Bild                                    | Bezeichnung                                         | Lage                                    | Datierung                 | Beschreibung | ID       |
| --------------------------------------- | --------------------------------------------------- | --------------------------------------- | ------------------------- | --- | -------- |
| Direkt Bild zu diesem Denkmal hochladen | Rittergut und Gutspark Pließkowitz (Sachgesamtheit) | Pließkowitzer Dorfstraße 12, 13 (Karte) | 1. Hälfte 19. Jahrhundert | Sachgesamtheit Rittergut und Gutspark Pließkowitz mit Herrenhaus (Nr. 13), südöstlichem Wirtschaftsgebäude (ohne Nr.) und Resten der Einfriedungsmauer als Einzeldenkmale (siehe Obj. 09251907, gleiche Anschrift), Gutspark sowie nördlichem und westlichem Wirtschaftsgebäude als Sachgesamtheitsteile; baugeschichtlich und ortsgeschichtlich von Bedeutung. Zwischen 2017 und 2024 aus der Denkmalliste gestrichen. | 09304804 |

### Ehemaliges Denkmal (Rackel)
| Bild                                    | Bezeichnung   | Lage                          | Datierung                 | Beschreibung | ID       |
| --------------------------------------- | ------------- | ----------------------------- | ------------------------- | --- | -------- |
| Direkt Bild zu diesem Denkmal hochladen | Wohnstallhaus | Zum Löbauer Wasser 23 (Karte) | 2. Hälfte 19. Jahrhundert | Teilweise verputzter Bruchsteinbau mit Krüppelwalmdach, hoher Originalitätsgrad, baugeschichtlich und ortsbildprägend von Bedeutung. Wohnstallhaus stattlicher massiver Bruchsteinbau (ungeputzt) mit historisierender Kubatur und unveränderten Proportionen, mit hölzernem Eingangsvorbau, durchgängig vorhandenen Granitgewänden, zum Teil originalen Fenstern mit Sprossung, Krüppelwalmdach mit doppelter Biberschwanzdeckung. Nummer 25 ist kein Denkmal. Zwischen 2019 und 2020 abgerissen. | 09252071 |

### Ehemaliges Denkmal (Wartha)
| Bild                                    | Bezeichnung                                                                                             | Lage                                                   | Datierung | Beschreibung | ID       |
| --------------------------------------- | --- | ------------------------------------------------------ | --------- | --- | -------- |
| Direkt Bild zu diesem Denkmal hochladen | Westliches Wohnhaus, östliche Scheune mit winkelförmigem Anbau und südliche Scheune eines Dreiseithofes | Warthaer Dorfstraße 25 (ehemals Dorfstraße 25) (Karte) | Um 1890   | Einer der wenigen erhaltenen originalen Dreiseithöfe, baugeschichtlich und wirtschaftsgeschichtlich von Bedeutung; nach 2014 von der Denkmalliste gestrichen | 09252167 |

## Tabellenlegende
- Bild: Bild des Kulturdenkmals, ggf. zusätzlich mit einem Link zu weiteren Fotos des Kulturdenkmals im Medienarchiv Wikimedia Commons. Wenn man auf das Kamerasymbol klickt, können Fotos zu Kulturdenkmalen aus dieser Liste hochgeladen werden:
- Bezeichnung: Denkmalgeschützte Objekte und ggf. Bauwerksname des Kulturdenkmals
- Lage: Straßenname und Hausnummer oder Flurstücknummer des Kulturdenkmals. Die Grundsortierung der Liste erfolgt nach dieser Adresse. Der Link (Karte) führt zu verschiedenen Kartendiensten mit der Position des Kulturdenkmals. Fehlt dieser Link, wurden die Koordinaten noch nicht eingetragen. Sind diese bekannt, können sie über ein Tool mit einer Kartenansicht einfach nachgetragen werden. In dieser Kartenansicht sind Kulturdenkmale ohne Koordinaten mit einem roten bzw. orangen Marker dargestellt und können durch Verschieben auf die richtige Position in der Karte mit Koordinaten versehen werden. Kulturdenkmale ohne Bild sind an einem blauen bzw. roten Marker erkennbar.
- Datierung: Baubeginn, Fertigstellung, Datum der Erstnennung oder grobe zeitliche Einordnung entsprechend des Eintrags in der sächsischen Denkmaldatenbank
- Beschreibung: Kurzcharakteristik des Kulturdenkmals entsprechend des Eintrags in der sächsischen Denkmaldatenbank, ggf. ergänzt durch die dort nur selten veröffentlichten Erfassungstexte oder zusätzliche Informationen
- ID: Vom Landesamt für Denkmalpflege Sachsen vergebene, das Kulturdenkmal eindeutig identifizierende Objekt-Nummer. Der Link führt zum PDF-Denkmaldokument des Landesamtes für Denkmalpflege Sachsen. Bei ehemaligen Kulturdenkmalen können die Objektnummern unbekannt sein und deshalb fehlen bzw. die Links von aus der Datenbank entfernten Objektnummern ins Leere führen. Ein ggf. vorhandenes Icon  führt zu den Angaben des Kulturdenkmals bei Wikidata.

## Ausführliche Denkmaltexte
1. ↑  Dehio – Handbuch der deutschen Kunstdenkmäler / Sachsen Band 1:

Evangelische Pfarrkirche Malschwitz (Dorfplatz). Stattliche Saalkirche von 1716, Westturm von 1913. Restaurierungen 1868 (Umbau der Logen) und 1905, 1952 (Umgestaltung des Innenraumes) und 1967 (außen). Putzbau mit dreiseitigem Chorschluss und Strebepfeilern, Satteldach und Rundbogenfenstern. An der Nord- und Südseite zweigeschossige Anbauten. Sechsgeschossiger quadratischer Turm, das Glockengeschoss mit abgeschrägten Ecken, abschließend barockes kuppelförmiges Helmdach von 1716. Der helle Innenraum mit flacher Putzdecke. In der westlichen Hälfte an drei Seiten Holzemporen. Der Altarraum erhöht, an der Nordseite über Sakristeien zwei Logen mit großen Rundbogenöffnungen, die Brüstungen mit Wappen bemalt, bezeichnet mit G.E.v.G. (Gersdorfsches Wappen), M.F.v.F. (Freiherrlich von Friesensches Wappen), R.C.v.M. (Metzradtsches Wappen) und das Wappen von Schall-Riaucour. An der Südseite eine Loge mit Rundbogen, die Wappen auf der Brüstung bezeichnet mit A.S.v.D. und H.W.v.M. Ausstattung: Kunstvoller Mittelpunkt der Kirche ist der prachtvoll geschnitzte, wie eine Schmuckkartusche wirkende Kanzelaltar in weiß-goldener Fassung von Theodor Pausewein (vgl. Hähnichen, Niederschlesischer Oberlausitzkreis und Herwigsdorf, Kr. Löbau-Zittau). Über einem Sockelgesims mit Schriftkartusche (Chronogramm 1709) ein polygonaler Kanzelkorb mit floralen Schmuckelementen und Lambrequins. Vor der Kanzeltür die Figur Gottvaters mit Reichsapfel, dahinter eine Mandorla. Auf dem mit Puttenköpfen und Wolken geschmückten Schalldeckel der Salvator in einer Mandorla, darüber ebenfalls im Strahlenkranz der Hl. Geist. Dieser Aufbau wird umrahmt von zahlreichen Anschwüngen mit fein gearbeiteten Akanthusranken. Das vom Schalldeckel sich fortsetzende Gesims mit Lambrequins und musizierenden Engeln. Eule-Orgel von 1894 mit urspr. Prospekt. In der Turmhalle Grabmal für Adam Zacharias Schirach († 1758) und dessen Frau († 1756), zwischen zwei Schrifttafeln eine hoch aufragende Palme, in den Ecken Engelsköpfe, Kelch und Schädel.
2. ↑  Dehio – Handbuch der deutschen Kunstdenkmäler / Sachsen Band 1:

Evangelische Pfarrkirche Baruth. Stattliche Saalkirche von 1704/05 vermutlich unter Einbeziehung älterer Reste, Turm 1768 errichtet. 1813 Brandschäden, Neuweihe 1819. Restaurierungen 1899 (Ausmalung des Innenraumes), 1958 (innen), 1970 (außen).
Verputzter Bau mit Walmdach und Fledermausgaupen. Gerader Chorschluss, an der Nordseite zweigeschossiger Anbau mit gleicher Trauf- und Firsthöhe, an der Südseite eine Vorhalle. Quadratischer fünfgeschossiger Turm, das Glockengeschoss mit abgeschrägten Ecken und Zeltdach. Heller, klassizistisch gestalteter Innenraum mit flacher Putzdecke. An der Nord- und Südseite zweigeschossige Holzemporen mit einfacher Fassung, im Westen leicht vorschwingende Orgelempore. Im Chorraum an der Nord- und Südseite Logen.
Ausstattung: Kanzelaltar mit toskanischen Sandsteinsäulen, Triglyphenfries und Dreieckgiebel, 1819. Holztaufe im Empirestil, weiß-gold gefasst, Anfang 19. Jahrhundert. Eule-Orgel mit klassizistischem Prospekt, 1875. In der Nordloge (Winterkirche) kleine Eule-Orgel, 1965, Gehäuse und Lade von der Orgel der ehemaligen Schlosskapelle, um 1860. In der südlichen Vorhalle mehrere Sandstein-Epitaphe: Denkmal für Rudolf von Gersdorf († 1597), betender Mann in Rüstung mit Halskrause, Giebel mit Engelskopf. Denkmal für Christoph Volckmar von Gersdorf († 1658), Mann mit aufwendiger Rüstung und breiten Stulpenstiefeln. Denkmal für Christoph Adolf von Gersdorf († 1629), betendes Kind in langem Mantel, darüber rundbogige Schrifttafel. Denkmal für Maria Elisabeth von Gersdorf († 1628), betende Frau in weitem, langem Mantel mit Haube und Halskrause. In der Turmhalle Epitaph für Pfarrer Mattheus Büttner († 1678), vierpassförmige Schrifttafel umgeben von Symbolen (Sanduhr, Totenschädel, einen Kelch haltende Hand).
3. ↑  Dehio – Handbuch der deutschen Kunstdenkmäler / Sachsen Band 1:

Evangelische Pfarrkirche Guttau. Innerhalb eines Kirchhofes stehende schlichte Saalkirche, 1816–22 nach einem Brand unter Verwendung älterer Teile errichtet. Restaurierungen 1848, 1868 (innen), 1888, 1980 (außen). Putzbau mit Rundbogenfenstern und leicht eingezogenem Chor mit 3/8-Schluss, Anbau an der Südseite, Satteldach. Über dem rundbogigen Westportal großes von Zieglersches und von Gersdorfsches Sandstein-Wappen, gehalten von zwei Löwen, Ende 17. Jahrhundert. Abschließend ein kräftiger Dachreiter mit Pyramidendach. Flachgedeckter Innenraum, eingeschossige, schlicht gefasste Holzemporen an drei Seiten. Das gratbetonte Kreuzgewölbe in der Sakristei vermutlich vom älteren Bau. Einfacher gefasster Kanzelaltar, 1822, die seitlichen Pilaster bemalt mit einer Weinranke, abschließendes Gesims mit Triglyphenfries. Schlicht gefasste Holztaufe in Empireformen, 1822. Grabmal des Georg von Nostitz († 1579), Sandstein, Relief eines älteren Mannes mit Bart in aufwendiger Rüstung, zu seinen Füßen ein Helm.
4. ↑  Grabdenkmale auf dem Kirchhof Kleinbautzen:

1. Grabmal für Ferdinand Rudolph von Ziegler und Klipphausen, gestorben 1791, pyramidal geformter Überbau, im Innern Gedenkstein mit vier Namensplatten, darauf Graburne (ähnlich Guttau)

2. Grabmal Familie Klahre, Karl-Otto Klahre (1862–1939) Rittergutsbesitzer, um 1910, schwibbogenartiger Aufbau aus Granit, mittiger roter Stein mit Pflanzgefäß

3. Grabmal Adolph Carl Gadegast (1836–1867), Besitzer von Klein-Bautzen, Natursteinkubus mit profilierter Abdeckplatte und Kranzrelief

4. Grabmal Carl August Steiger an der Kirchenwand (1841–1917), Rittergutsbesitzer auf Kleinbautzen, Sandstein, nach 1917

Dehio – Handbuch der deutschen Kunstdenkmäler / Sachsen Band 1:

Evangelische Pfarrkirche. Innerhalb eines ummauerten Kirchhofes stehende schlichte Saalkirche mit reicher Ausstattung, Ende 17. Jahrhundert (Nordempore bezeichnet mit 1680), der nördliche Logenanbau wohl von Martin Pötzsch. Restaurierungen 1907, 1934 (innen), 1979 (innen), 1995 (Nordloge). Putzbau mit geradem Schluss, Spitzbogenfenstern und Walmdach. Der massive quadratische Westturm mit achteckigem, zierlichem Glockengeschoss und Zeltdach. Logenanbauten an der Nord- und Südseite, der nördliche mit Eckrustizierung und reich gestaltetem Rundgiebel mit Anschwüngen und Vasen. Der Innenraum mit leicht gekehlter, flacher Putzdecke wird geprägt durch die aufwendige, einheitliche Barockausstattung des leicht erhöhten Altarraumes. Die Nordloge prachtvoll gestaltet, die Brüstungsfelder zwischen plastischen Festons mit palmenumkränzten Schrifttafeln, darunter Festons mit Puttenköpfen. Zwischen den Fenstern gedrehte Säulen mit Weinlaub und Reben, über dem plastisch bemalten Gesims aufwendige Kartuschen, die mittlere mit Landsknechten, die Wappen halten. Die Decke der Loge bemalt mit zahlreichen Wappen. Die Südloge ähnlich, die mit Puttenköpfen besetzte Brüstung unterteilt durch profilierte Säulchen, dazwischen Bilder mit biblischen Szenen (Rückkehr des verlorenen Sohnes, die Arbeiter im Weinberg, der barmherzige Samariter, das kanaanäische Weib, Christus hilft dem versinkenden Petrus), unterhalb der Brüstungen und zwischen den Fenstern Festons. Auf dem Abschlussgesims reiche Schmuckkartuschen mit Wappen, in der Mitte halten zwei Löwen ein Monogramm, bezeichnet mit 1681. Im Westteil eingeschossige, weiß gefasste Holzemporen.
Ausstattung: Reich geschnitzter, um 1890 zusammengesetzter Kanzelaltar: im Untergeschoss eine Schriftkartusche, bezeichnet mit 1675. Auf Postamenten mit Cherubinen gedrehte Säulen mit Weinlaub. Dazwischen der polygonale Kanzelkorb, bezeichnet mit 1676, ebenfalls mit gedrehten, weinlaubgeschmückten Säulen und Darstellungen der Evangelisten und des Salvator mundi. Über dem verkröpften Gesims mit Hl. Geist umrahmen Säulen eine Bildtafel mit Darstellung der Kreuzigung, in den seitlichen Anschwüngen Putten sowie das Nostitzsche und Zieglersche Wappen. Im Giebelfeld halten zwei Landsknechte eine Kartusche mit Darstellung der Grablegung, abschließend Figur des auferstandenen Christus. Der Aufgang zur Kanzel mit einer Balustrade mit gedrehten, weinlaubgeschmückten Säulchen und Bildfeldern mit Petrus, Paulus und Bartholomäus. An der Nordwand die ehemalige Haupttafel des Altars mit Darstellung des Abendmahls, um 1680. Oktogonale, farbig gefasste Holztaufe, bezeichnet mit 1681, zwischen Anschwüngen mit Rankenwerk stark plastische Festons. Taufbecken aus Zinn, der achteckige Rand mit Inschriften, bezeichnet mit 1664, im Becken fein gravierte Darstellung der Taufe Christi. Vor den Bänken unterhalb der Logen Bildfelder mit je drei Aposteln, 2. Hälfte 17. Jahrhundert. Eule-Orgel mit klassizistischem Prospekt von 1887. Zahlreiche Grabdenkmäler des 17. Jahrhunderts, besonders hervorzuheben: Denkmal für Carl Heinrich von Nostitz (* 1613), farbig gefasste Holztafel, um ein achteckiges Feld mit Wappen und Inschrift zwischen Rankenwerk gerüstete Figuren und ein Totenschädel. Denkmal der Anna Sabina von Löben († 1624), über einer rechteckigen Sandsteinplatte mit Wappen halten zwei Engel eine fast ovale, mit Voluten und Ranken geschmückte Schrifttafel. Denkmal der Anna Maria von Gersdorf († 1645), farbig gefasst, über einem gerafften Tuch mit Inschrift ein Engelkopf, unten ein Totenschädel, verschiedene Wappen. Denkmal für Karl Heinrich von Nostitz († 1684) und seine Frau Barbara Elisabeth geb. von Ziegler-Klipphausen († 1692), ganzfigurige, farbig gefasste Reliefdarstellung der beiden Personen in reicher Kleidung, darüber ein gesprengter Rundgiebel, eingefügt ein Mittelpilaster mit Puttenköpfen. Trophäen-Epitaph für Karl Gottlob von Nostitz († 1707), sehr plastisches, farbig gefasstes Werk aus Holz mit reichem Rankenwerk.
Der Kirchhof mit breitem Rundbogentor, der Schmuckgiebel mit großen Voluten und Aufsatz mit Vase, Der Kirchhof mit breitem Rundbogentor, der Schmuckgiebel mit großen Voluten und Aufsatz mit Vase, dazwischen eine farbig gefasste Sandsteintafel mit Nostitzschem Wappen, bezeichnet mit 1682. Denkmal des Ferdinand Rudolph von Ziegler und Klipphausen († 1791), mächtige, durch Bögen aufgebrochene Pyramide mit Flammenvase, im Zentrum ein Gedenkstein mit Urne.